# Planeta extrasolar

Un planeta extrasolar o exoplaneta es un planeta que orbita una estrella diferente al Sol y que, por lo tanto, no pertenece al sistema solar. Los planetas extrasolares se convirtieron en objeto de investigación científica en el siglo XX. Muchos astrónomos suponían su existencia, pero carecían de medios para identificarlos. La primera detección confirmada se hizo en 1992, con el descubrimiento de varios planetas de masa terrestre orbitando el púlsar Lich (Wolszczan). La primera detección confirmada de un planeta extrasolar orbitando alrededor de una estrella de la secuencia principal (Dimidio), se hizo en 1995 por los astrónomos Michel Mayor y Didier Queloz. Desde entonces el número de hallazgos ha crecido año tras año, aunque su búsqueda con fundamento científico data, al menos, del año 1959. El primer congreso nacional e internacional sobre planetas extrasolares en España, fue en marzo de 1997, en el Puerto de la Cruz, Tenerife, Islas Canarias, España. Organizado por el Instituto de Astrofísica de Canarias (IAC).

HR 8799 (centro) con HR 8799e (derecha), HR 8799d (inferior derecha), HR 8799c (superior derecha), HR 8799b (superior izquierda) de Observatorio W. M. Keck

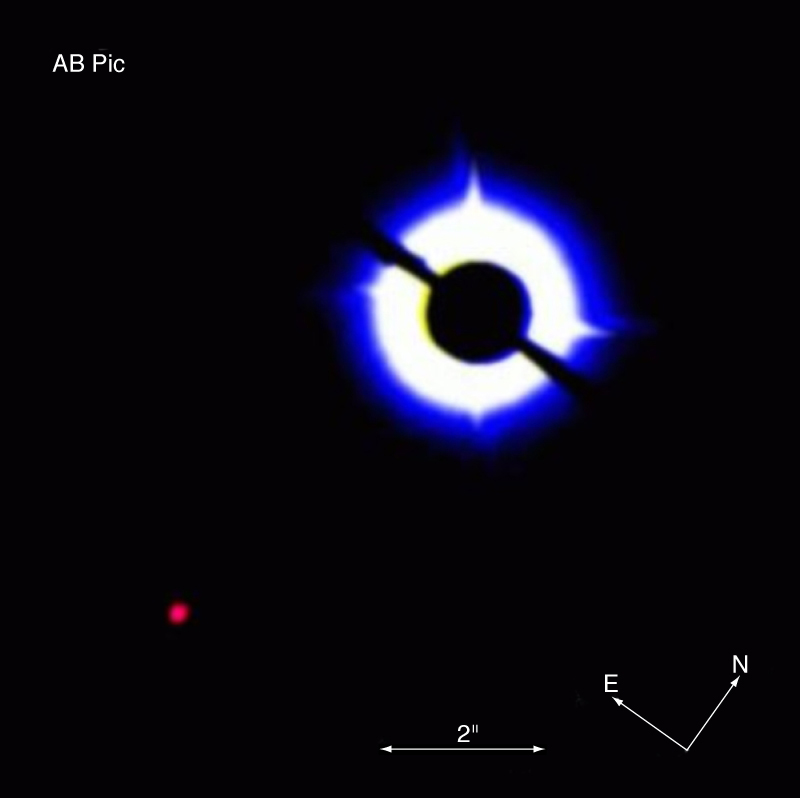
Imagen coronógrafica de AB Pictoris que muestra a su pequeño compañero (inferior izquierda). Obtenidos el 16 de marzo de 2003 con NACO en el VLT, utilizando una máscara de ocultación de 1.4 arcosegundos encima de AB Pictoris.

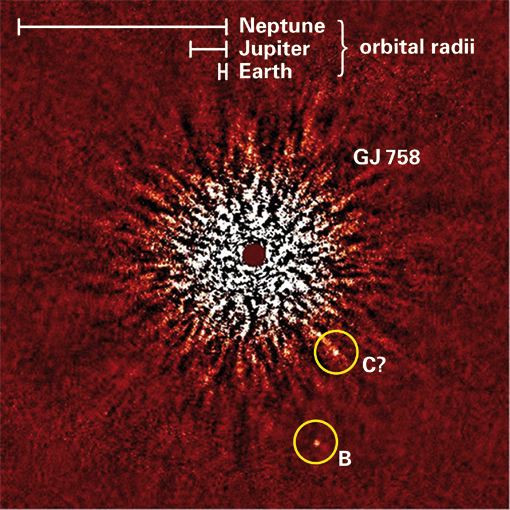
Imagen del descubrimiento del sistema de GJ 758, tomadas con HiCIAO en el telescopio Subaru en el infrarrojo cercano.(en el centro, oscurecida por el coronógrafo) y sus tres planetas (b, c y d) que la orbitan. Observaciones de multi-épocas han demostrado movimiento orbital keplerianos en contra del sentido del reloj para los tres planetas.

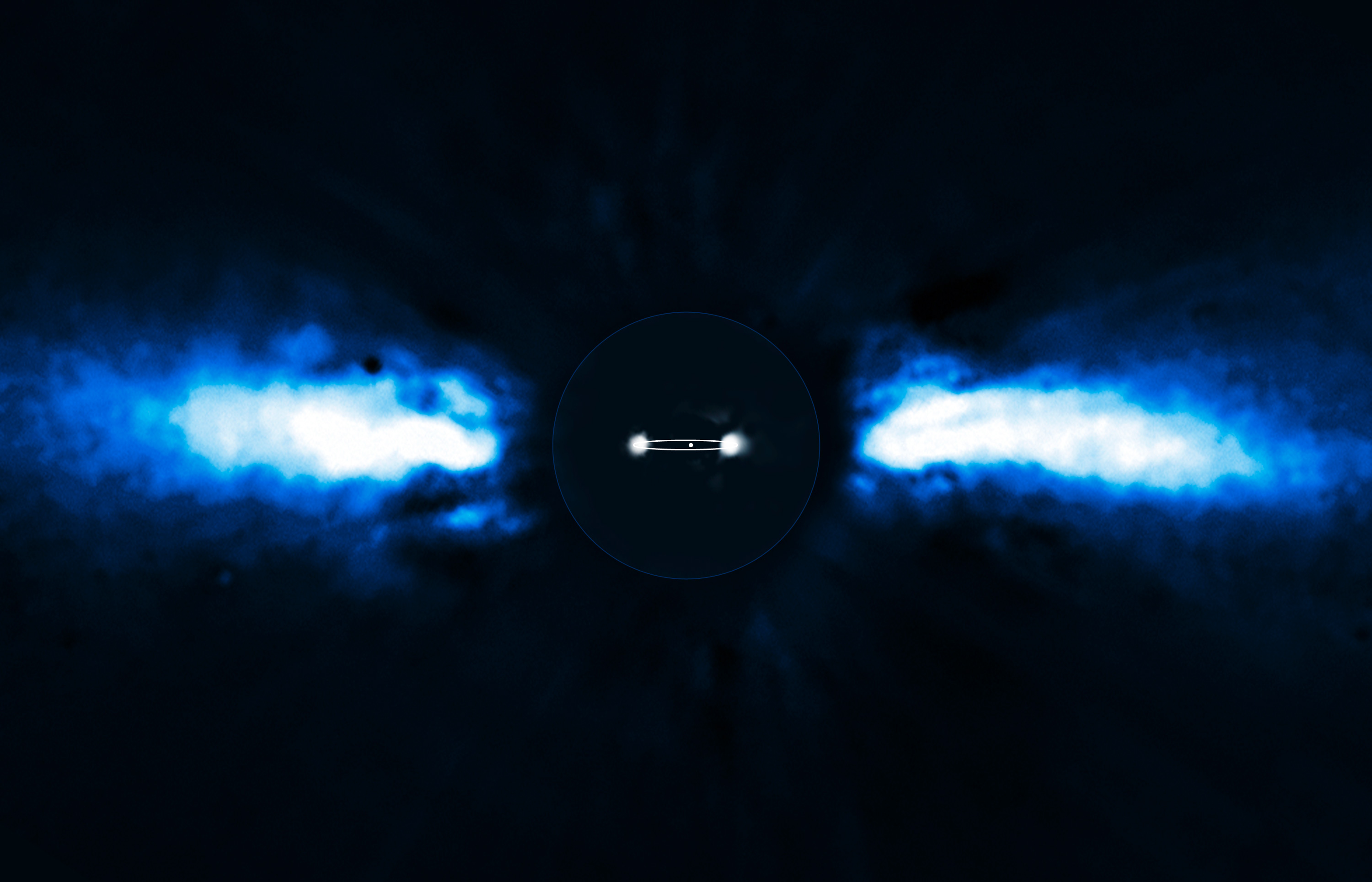
Beta Pictoris b en ambas elongaciones. Imagen: crédito ESO/A.-M. Lagrange et al.

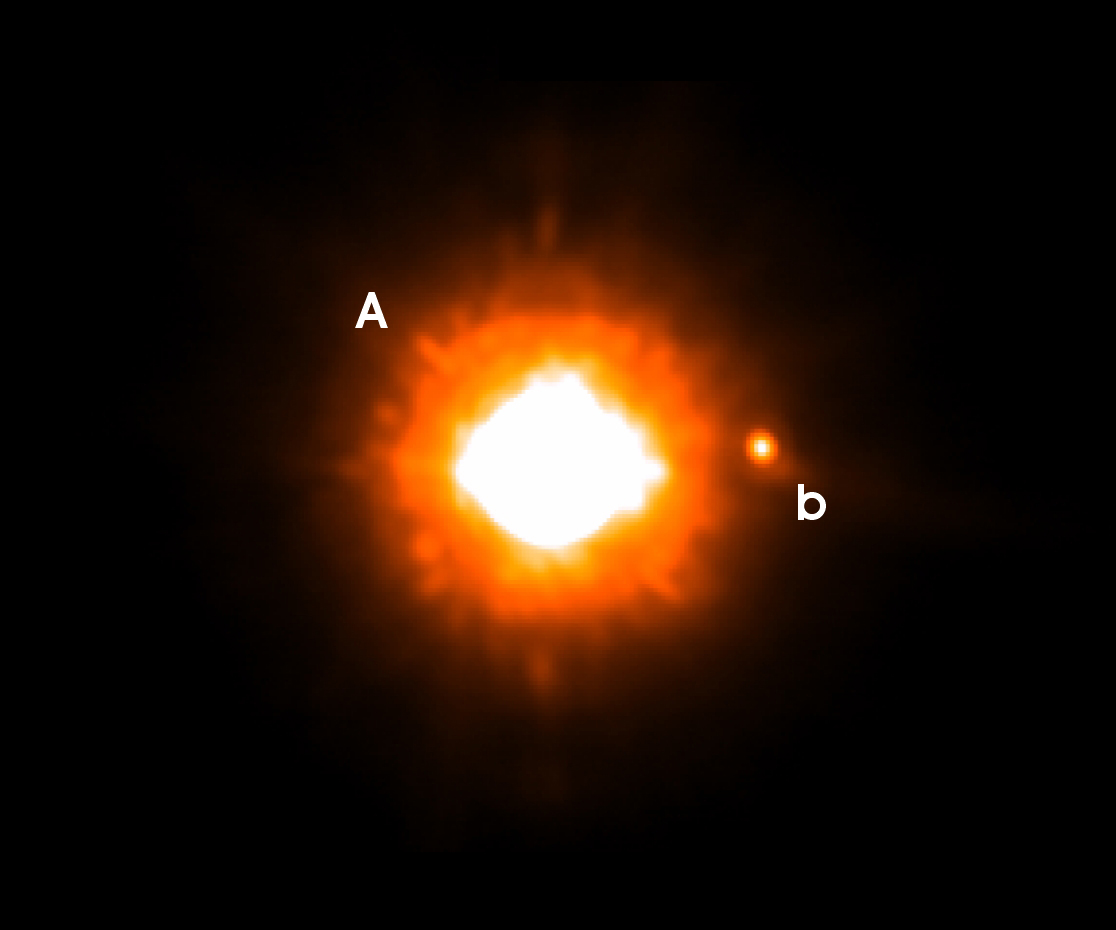
Imagen del VLT NACO, tomada en la banda-Ks, de GQ Lupi. El punto débil de luz a la derecha de la estrella es el compañero frío recién descubierto GQ Lupi b. Es 250 veces más débil que la propia estrella y situado 0.73 arcosegundos al oeste. A la distancia de GQ Lupi, esto corresponde a una distancia de aproximadamente 100 UA. El norte está arriba y el este a la izquierda.

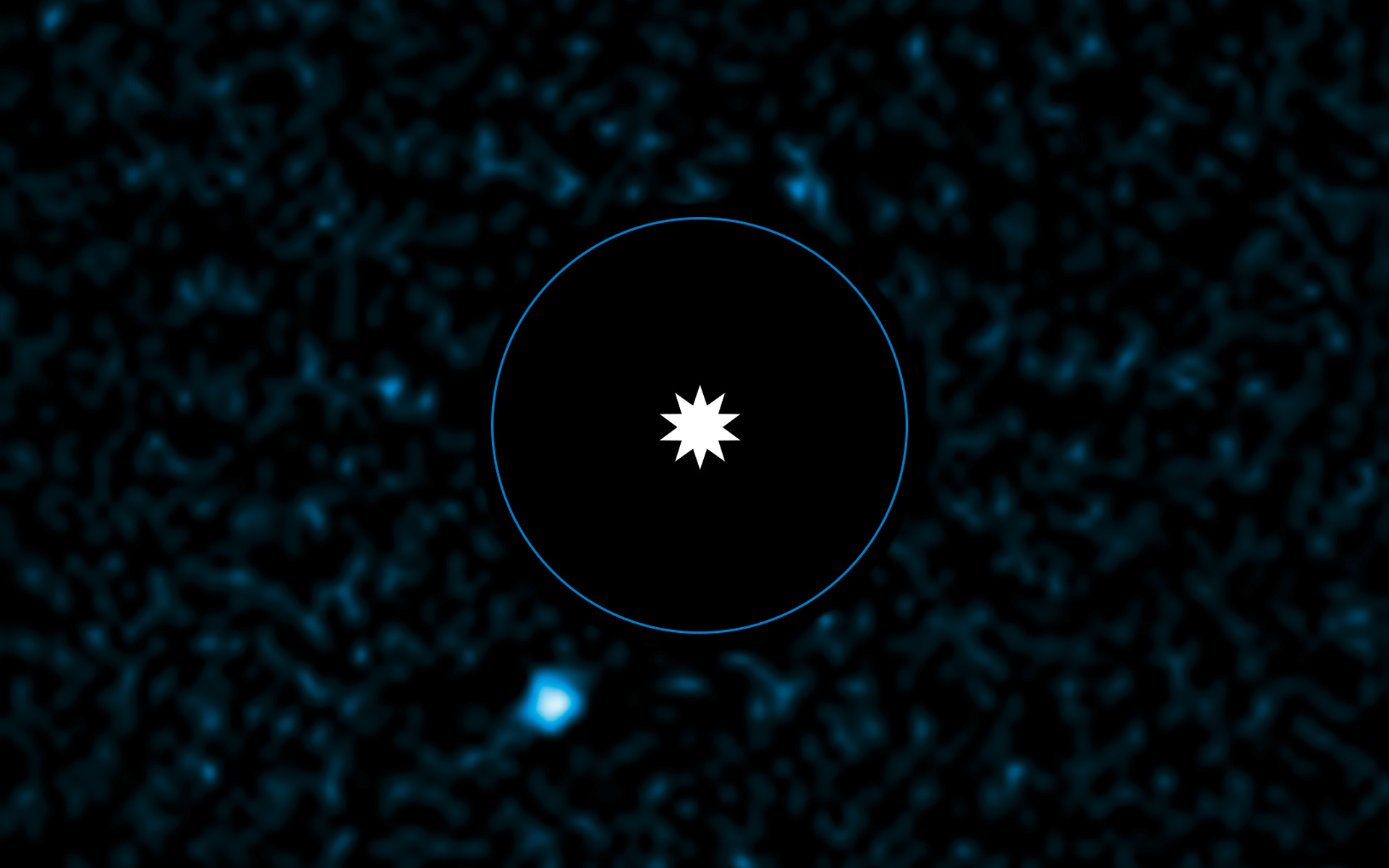
imagen de HD 95086b por NACO del VLT

Hasta el 8 de julio de 2024 se han descubierto 4917 sistemas planetarios, que contienen un total de 6810 cuerpos planetarios, 997 de estos sistemas son múltiples y 834 de estos planetas están por encima de las 13  MJ (1 MJ es la masa de Júpiter) por lo que muy probablemente sean enanas marrones.
La mayoría de planetas extrasolares conocidos son gigantes gaseosos igual o más masivos que el planeta Júpiter, con órbitas muy cercanas a su estrella y períodos orbitales muy cortos, también conocidos como jupiteres calientes. Sin embargo, se cree que ello es resultado de sesgo de información creado por los métodos actuales de detección, que encuentran más fácilmente a planetas de este tamaño que a planetas terrestres más pequeños. Con todo, exoplanetas comparables al nuestro empiezan a ser detectados, conforme las capacidades de detección y el tiempo de estudio aumentan. El primer sistema extrasolar descubierto con más de un planeta fue Upsilon Andromedae.
De acuerdo con la actual definición de «planeta», un planeta tiene que orbitar una estrella. Sin embargo, se considera posible la existencia de cuerpos planetarios no ligados a la gravedad de ninguna estrella. Tales cuerpos habrían sido expulsados del sistema en el que se formaron y en la literatura científica se los denomina frecuentemente como planetas errantes o planetas interestelares.
La NASA adelantó en junio de 2010 que la Sonda Kepler, puesta en órbita en marzo de 2009, detectó indicios de 706 exoplanetas nuevos en sus primeros 43 días de funcionamiento, 400 de los cuales tienen dimensiones entre las de Neptuno y la Tierra. Los resultados oficiales de esta misión serán publicados en febrero de 2011, pero los resultados provisionales indican que al menos 60 de los planetas detectados tendrán un tamaño similar al de la Tierra (el doble del tamaño terrestre, o menos).
El 12 de enero de 2012, la revista Nature publica un artículo desarrollado por científicos internacionales donde utilizando el método de microlentes gravitacionales se asegura que toda estrella de la Vía Láctea debe poseer entre 0.71 y 2.32 planetas orbitando.
El exoplaneta confirmado más similar a la Tierra descubierto orbitando dentro de la zona habitable es, hasta mayo de 2020, Teegarden b, con un índice de similitud con la Tierra del 93 %, con una temperatura estimada de 13 grados más que la Tierra. KOI-4878.01, un candidato a planeta, posee un IST mayor (98 %). De confirmarse su presencia, sería un posible análogo a la Tierra.

## Historia

### Descubrimientos retractados
No confirmados hasta 1992, los planetas extrasolares han sido desde hace mucho tiempo un tema de discusión y especulación. En el siglo XVI, el filósofo italiano Giordano Bruno, uno de los primeros partidarios de la teoría de Copérnico de que la Tierra y los otros planetas orbitan al Sol, presentó la opinión de que las estrellas fijas son similares al Sol y que también son acompañadas por sus propios planetas. En el siglo XVIII la misma posibilidad fue mencionada por Isaac Newton en el ensayo «Escolio General», que incluía en su Principia. Haciendo una comparación con los planetas del Sol, escribió «Y si las estrellas fijas son los centros de sistemas similares, todos ellos se construirán de acuerdo con un diseño similar y con sujeción al dominio de Uno». Las alegaciones de detecciones de exoplanetas se han hecho desde el siglo XIX. Algunas de las primeras involucran a la estrella binaria 70 Ophiuchi. En 1855 el capitán W. S. Jacob en el Observatorio de Madrás de la Compañía Británica de las Indias Orientales reportó que las anomalías orbitales hacían «muy probable» que existiera un «cuerpo planetario» en este sistema. En la década de 1890, Thomas J. J. See, de la Universidad de Chicago y el Observatorio Naval de los Estados Unidos, declaró que las anomalías orbitales probaban la existencia de un cuerpo oscuro en el sistema de 70 Ophiuchi con un período orbital de 36 años alrededor de una de las estrellas. Sin embargo, Forest Ray Moulton publicó luego un documento que demostraba que un sistema de tres cuerpos con esos parámetros orbitales sería altamente inestable. Durante los años 1950 y 1960, Peter van de Kamp, del Swarthmore College, hizo otra serie importante de alegaciones de detección, esta vez por planetas que orbitan la estrella Barnard. Actualmente los astrónomos refieren en general que todos los informes iniciales de detección eran erróneos. En 1991, Andrew Lyne, M. Bailes y S. L. Shemar afirmó haber descubierto un planeta púlsar en órbita alrededor de PSR 1829-10, usando el métodos de la variaciones de un púlsar. La alegación recibió brevemente una intensa atención, pero Lyne y su equipo pronto se retractaron.

### Descubrimientos confirmados

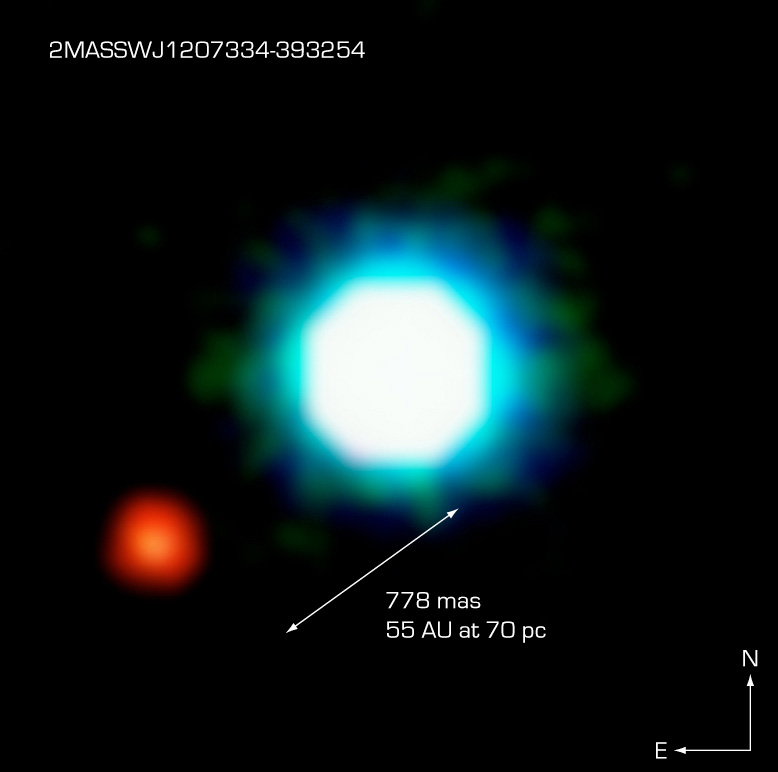
Primera imagen directa confirmada de un planeta extrasolar. La toma, reproducida aquí en falso color, fue captada en el infrarrojo por el Very Large Telescope. El cuerpo central (azul) es la enana marrón 2M1207. Tiene un compañero de masa planetaria (rojo), 2M1207b.

Aleksander Wolszczan, un astrónomo polaco anunció en 1992 el descubrimiento de 3 objetos sub-estelares de baja masa orbitando el púlsar PSR B1257+12. Estos fueron los primeros planetas extrasolares descubiertos y el anuncio fue toda una sorpresa. Se cree que estos planetas se formaron de los restos de la explosión de la supernova que produjo el púlsar.
Los primeros planetas extrasolares alrededor de estrellas de la secuencia principal fueron descubiertos en la década de 1990, en una dura competición entre equipos suizos y norteamericanos. El primer planeta extrasolar fue anunciado por Michel Mayor y Didier Queloz, del grupo suizo, el 6 de octubre de 1995. La estrella principal era 51 Pegasi y se dio en llamar al planeta 51 Pegasi b. Unos meses más tarde el equipo americano, liderado por Geoffrey Marcy de la Universidad de California anunció el descubrimiento de 2 nuevos planetas. La carrera por encontrar nuevos planetas no había hecho más que empezar. Numerosos anuncios en prensa y televisión han divulgado algunos de estos descubrimientos, considerados en su conjunto como una de las revoluciones de la astronomía a finales del siglo XX.
En la actualidad existen numerosos proyectos de las agencias espaciales NASA y ESA desarrollando misiones capaces de detectar y caracterizar la abundancia de planetas, así como de detectar planetas de tipo terrestre (el primero descubierto hasta la fecha: Gliese 876 d). Las dos misiones más importantes hasta el momento son la misión europea Corot, y la misión norteamericana Kepler, ambas utilizando el sistema de tránsitos. Las ambiciosas misiones Darwin (ESA) y TPF (NASA), ya canceladas, habrían sido capaces de analizar las atmósferas de estos planetas terrestres, pudiendo detectar vida extraterrestre mediante el análisis espectral de estas atmósferas. Estos datos habrían permitido abordar estadísticamente cuestiones profundas como la abundancia de sistemas planetarios parecidos al nuestro, o el tipo de estrellas en los que es más fácil que se formen planetas. Los esfuerzos de ambas agencias se centran ahora en telescopios terrestres de grandes dimensiones, como el E-ELT y el GMT, con capacidades menores y similar costo, pero con una vida útil muy superior.

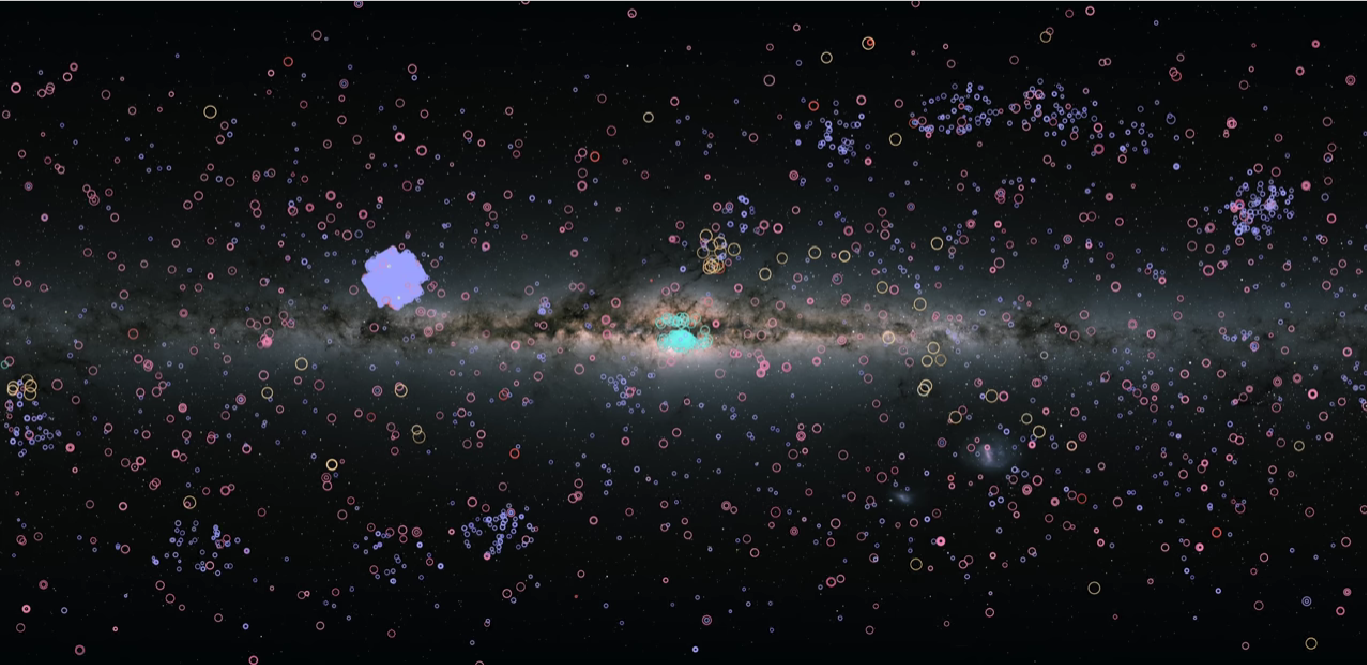
5000+ exoplanetas, marzo de 2022

Para diciembre de 2014, las observaciones del telescopio Kepler habían encontrado más de 4000 exoplanetas, 997 confirmados y 3216 pendientes de confirmación. Partiendo de los datos de la misión, los astrónomos han estimado la existencia de 40 000 millones de planetas del tamaño de la Tierra orbitando sus estrellas en la zona de habitabilidad (de ellos, 11 000 millones en torno a estrellas similares al Sol). Estas cifras suponen que el exoplaneta habitable más cercano podría estar a tan solo 12 años luz de distancia.Para 2023 se han localizado ya más de 5300 exoplanetas.
Hasta la fecha, los exoplanetas confirmados con mayor índice de similitud con la Tierra son Kepler-296e (93 %) y Kepler-395c (91 %). Existe un candidato con mayor puntuación, KOI-4878.01 (98 %), aún pendiente de confirmación.

## Métodos de detección
Los planetas son fuentes de luz (reflejada) muy tenue en comparación con sus estrellas. En longitudes de onda visibles, por lo general tienen menos de una millonésima del brillo de su estrella madre. Es sumamente difícil detectar este tipo de fuente de luz tenue, y, además, la estrella madre tiene una luz deslumbrante que casi lo hace imposible.
Por las razones expuestas, los telescopios han fotografiado directamente no más de una decena de exoplanetas. Esto solo ha sido posible para planetas que son especialmente grandes (por lo general mucho más grande que Júpiter) y muy distantes de su estrella madre. La mayoría de los planetas con imágenes directas también son muy calientes, por lo que emiten una intensa radiación infrarroja, entonces las imágenes han sido hechas en infrarrojos en vez de longitudes de onda visibles, con el fin de reducir el problema del resplandor de la estrella madre.
Por el momento, sin embargo, la gran mayoría de los planetas extrasolares conocidos solo han sido detectados a través de métodos indirectos. Los siguientes son los métodos indirectos que han demostrado ser útiles:

### Velocidades radiales

Una estrella (al centro) y un planeta girando alrededor del centro de masa mutuo. Este movimiento estelar es detectable por el método de velocidades radiales.

Este método se basa en el efecto doppler. El planeta, al orbitar la estrella central, ejerce también una fuerza gravitacional sobre ésta de manera que la estrella gira sobre el centro de masa común del sistema. Las oscilaciones de la estrella pueden detectarse mediante leves cambios en las líneas espectrales según la estrella se acerca a nosotros (corrimiento hacia el azul) o se aleja (corrimiento al rojo). Este método ha sido el más exitoso en la búsqueda de nuevos planetas, pero solo es eficaz en los planetas gigantes más cercanos a la estrella principal, por lo que solo puede detectar una leve fracción de los planetas existentes.

### Astrometría
Dado que la estrella gira sobre el centro de masa se puede intentar registrar las variaciones de posición y el oscilar de la estrella. A pesar de que estas variaciones son muy pequeñas. En 2002, el telescopio espacial Hubble tuvo éxito en el uso de astrometría para caracterizar un planeta descubierto previamente alrededor de la estrella Gliese 876.

### Tránsitos
Consiste en observar fotométricamente la estrella y detectar sutiles cambios en la intensidad de su luz cuando un planeta orbita por delante de ella. El método de tránsitos, junto con el de la velocidad radial, pueden utilizarse para caracterizar mejor la atmósfera de un planeta, como en los casos de HD209458b y los planetas OGLE-TR-40 y OGLE-TR-10. Este método, al igual que el de la velocidad radial, encuentra de forma más eficiente planetas de gran volumen, pero tiene la ventaja de que la cercanía del planeta a la estrella no es relevante, por lo que el espectro de planetas que puede detectar aumenta considerablemente. Los avances tecnológicos en fotometría han permitido que la sonda Kepler, lanzada en 2009 con un coste de operación estimado en 600 millones de dólares, tenga sensibilidad suficiente como para detectar planetas del tamaño de la Tierra, hecho que sucedió a finales de 2011 con el descubrimiento de Kepler-20e y Kepler-20f. Se espera que la misión culmine en 2016.

### Variación en el tiempo de tránsito (VTT)
VTT es una variación sobre el método del tránsito, donde los cambios en el tránsito de un planeta pueden ser utilizados para detectar otro. El primer candidato planetario descubierto de esta manera es el exoplaneta WASP-3c, utilizando WASP-3b en el sistema de WASP-3 en el Observatorio Rozhen, el Observatorio de Jena y el Centro de Torun de Astronomía. Este nuevo método es potencialmente capaz de detectar planetas como la Tierra o exolunas. Este método fue aplicado con éxito para confirmar las masas de los seis planetas de Kepler-11.

### Medida de pulsos de radio de un púlsar
Un pulsar (es el pequeño remanente ultradenso de una estrella que ha explotado como una supernova) emite ondas de radio muy regularmente a medida que gira. Leves anomalías en el momento de sus pulsos de radio que se observan pueden ser utilizadas para rastrear los cambios en el movimiento del pulsar causado por la presencia de planetas.

### Binaria eclipsante
Si un planeta tiene una órbita de gran tamaño que la lleva alrededor de dos miembros de un sistema de estrella doble eclipsantes, entonces el planeta se puede detectar a través de pequeñas variaciones en el momento de los eclipses de las estrellas entre sí.
Los planetas Kepler-16b, Kepler-34b, y Kepler-35b son planetas circumbinarios detectados por este método.

### Microlentes gravitacionales
El efecto de lente gravitacional ocurre cuando
los campos de gravedad del planeta y la estrella actúan para aumentar o focalizar la luz de una estrella distante. Para que el método funcione, los tres objetos tienen que estar casi perfectamente alineados. El principal defecto de este método es que las posibles detecciones no son repetibles por lo que el planeta así descubierto debería ser estudiado adicionalmente por alguno de los métodos anteriores. Esta estrategia tuvo éxito en la detección del primer planeta de masa baja en una órbita ancha, designado OGLE-2005-BLG-390Lb.

### Perturbaciones gravitacionales en discos de polvo
| Astrometría Tránsito Binaria eclipsante | Imagen directa Microlente gravitacional | Velocidad radial Pulsos de radio de un púlsar |

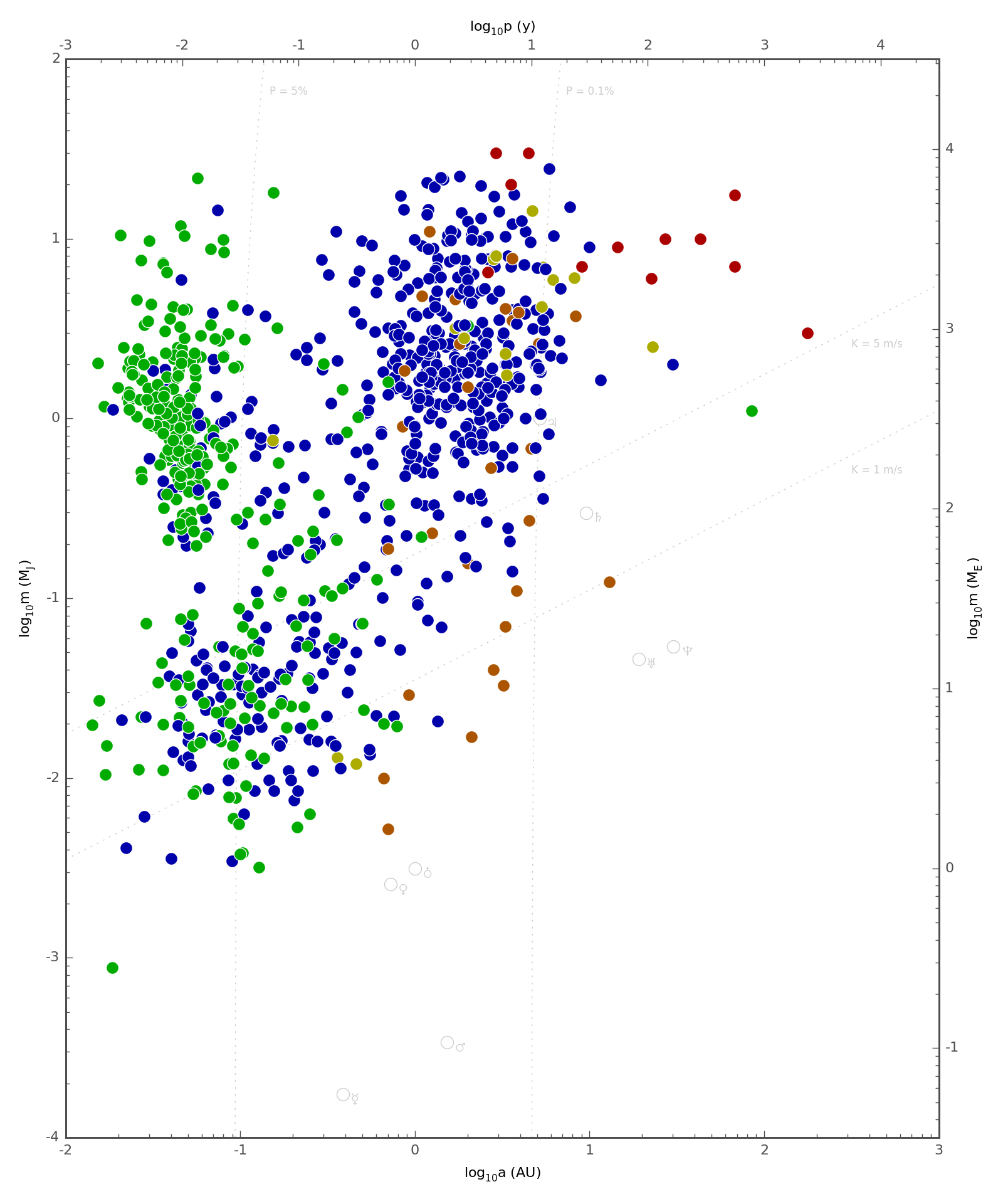
Gráfica de puntos que relaciona la masa y el período orbital con el método de descubrimiento del exoplaneta:
Astrometría
Tránsito
Binaria eclipsante
Imagen directa
Microlente gravitacional
Velocidad radial
Pulsos de radio de un púlsar
Para referencia, los planetas del sistema solar están marcados en gris. El eje horizontal representa el logaritmo del eje semi-mayor, mientras que el eje vertical representa el logaritmo de la masa.

En estrellas jóvenes con discos circunestelares de polvo a su alrededor es posible detectar irregularidades en la distribución de material en el disco circunestelar ocasionadas por la interacción gravitatoria con un planeta. Se trata de un mecanismo similar al que actúa en el caso de los satélites pastores de Saturno. De este modo ha sido posible inferir la presencia de un planeta orbitando la estrella Beta pictoris y de otro planeta orbitando la estrella Fomalhaut (HD 216956). En estrellas aún más jóvenes la presencia de un planeta gigante en formación sería detectable a partir del hueco de material gaseoso que dejaría en el disco de acrecimiento.

### Detección visual directa
Desde el principio, obtener imágenes/fotografías de los planetas extrasolares ha sido uno de los objetivos más deseados de la investigación exoplanetaria. Las fotografías ya sea de luz visible o infrarrojas podrían revelar mucha más información sobre un planeta que cualquier otra técnica conocida. Sin embargo esto ha revelado ser mucho más difícil técnicamente que cualquiera de las otras técnicas disponibles. Las razones de esto son varias, pero entre las principales, se encuentra la diferencia entre el brillo de las estrellas y el de los planetas. En el espectro de la luz visible, una estrella promedio es miles de millones de veces más brillante que cualquiera de sus hipotéticos planetas, y hasta hace poco ningún detector podía identificar los planetas a partir del brillo estelar.
La primera fotografía de un posible planeta extrasolar es una fotografía infrarroja tomada a la enana marrón 2M1207 por el Very Large Telescope en 2004. El cuerpo fotografiado (2M1207b), es un joven planeta de gran masa (4 masas jovianas) orbitado a 40 UA de la estrella 2M1207. Este planeta está a unos 2500 Kelvin de temperatura, debido a su reciente formación, calculada en aproximadamente 10 millones de años. Los expertos consideran que 2M1207 y 2M1207b son un ejemplo atípico, pues en este sistema, la estrella y el planeta están lejos (40 veces la distancia de la Tierra al Sol) y ambos emiten cantidades comparables de radiación infrarroja, pues la estrella es una enana marrón, y el planeta es todavía muy cálido, y por tanto, ambas son claramente visibles en la fotografía. Sin embargo, planetas de edad y órbitas comparables a la terrestre son todavía imposibles de detectar.

## Nomenclatura
El sistema utilizado en la literatura científica para nombrar a los planetas extrasolares es muy similar al sistema utilizado para nombrar a estrellas binarias. La única modificación es que se utilizan letras minúsculas para el planeta en lugar de letras mayúsculas que se utilizan para las estrellas. La letra minúscula se coloca después del nombre de la estrella, comenzando con la letra «b» a partir del primer planeta encontrado en el sistema (por ejemplo, 51 Pegasi b); se salta la letra «a» para evitar cualquier confusión con la estrella primaria. El siguiente planeta en el sistema se etiqueta con la siguiente letra del alfabeto. Por ejemplo, cualquier planeta adicional encontrado alrededor de 51 Pegasi sería catalogado como 51 Pegasi c y 51 Pegasi d, y así sucesivamente. Si dos planetas se descubren al mismo tiempo, el más cercano a la estrella se le asigna la letra siguiente, seguido por el planeta más lejano. En algunos casos un planeta ha sido encontrado más cerca de su estrella que otros planetas ya conocidos, por lo que el orden de las letras no sigue el orden de los planetas desde la estrella. Por ejemplo, en el sistema 55 Cancri, el planeta más recientemente descubierto se conoce como 55 Cancri f, a pesar de que está más cerca de la estrella que 55 Cancri d. Hasta agosto de 2010, la mayor letra en uso es «h», aplicada a dicho planeta HD 10180 h.
En 2020 se descubrió Kepler-90i e hizo que Kepler-90 fuera el sistema con más exoplanetas.
Si un planeta gira alrededor de un miembro de un sistema de estrellas múltiples, entonces, una letra mayúscula para la estrella será seguida por una letra minúscula para el planeta. Los ejemplos incluyen los planetas 16 Cygni Bb y 83 Leonis Bb. Sin embargo, si el planeta orbita la estrella principal del sistema, y las estrellas secundarias fueron descubiertas, ya sea después del planeta, o están relativamente lejos, de la estrella primaria y el planeta, entonces, la letra mayúscula se suele omitir. Por ejemplo, Tau Bootis b órbita un sistema binario, pero porque la estrella secundaria, fue descubierta después que el planeta y esta se encuentra muy lejos de la estrella primaria y el planeta, el término «Tau Bootis Ab» se usa muy infrecuentemente.
Solo dos sistemas planetarios tienen planetas que se denominan de forma inusual. Antes del descubrimiento de 51 Pegasi b en 1995, dos planetas púlsares (PSR B1257 +12 B y PSR B1257 +12 C) fueron descubiertos a partir de las medidas de radio de su estrella muerta. Como no había manera oficial de nombrar a los planetas en el momento, se les llamó «B» y «C», similar a como los planetas se denominan en la actualidad. Sin embargo, se utilizaron letras mayúsculas, probablemente por la forma en que las estrellas binarias son nombradas. Cuando un tercer planeta fue descubierto, fue designado PSR B1257 +12 A (simplemente porque el planeta estaba más cerca que los otros dos).
Por último, varios planetas han recibido nombres no oficiales comparables a los de los planetas en el sistema solar. Tal es el caso de Osiris (HD 209458 b), Belerofonte (51 Pegasi b), y Matusalén (PSR B1620-26 b). La Unión Astronómica Internacional (UAI) actualmente no tiene planes para asignar oficialmente nombres de este tipo a los planetas extrasolares, teniendo en cuenta que no sería práctico.

## Definición
La definición oficial de planeta de la Unión Astronómica Internacional (UAI) solo cubre el sistema solar y por lo tanto no asume ninguna postura sobre los exoplanetas.
Hasta abril de 2010, la única declaración de definición emitida por la Unión Astronómica Internacional que pertenece a los exoplanetas es una definición de trabajo publicada en el 2001 y modificada en el 2003.
Esta definición contiene los siguientes criterios:

- Los objetos con masas reales por debajo de la masa límite para la fusión termonuclear del deuterio (actualmente calculada en 13 masas de Júpiter para objetos de metalicidad solar) que orbitan estrellas o remanentes estelares son planetas (no importa cómo se formaron). La masa mínima / tamaño requerido para que un objeto extrasolar sea considerado como un planeta debe ser la misma masa que la utilizada en nuestro sistema solar.
- Los objetos sub-estelares con masas reales por encima de la masa límite para la fusión termonuclear del deuterio son «enanas marrones», no importa cómo se formaron ni dónde están ubicados.
- Los objetos que flotan libremente en cúmulos de estrellas jóvenes con masas por debajo de la masa límite para la fusión termonuclear del deuterio no son planetas, pero son sub-enanas marrones (o el nombre que sea el más apropiado).

En este artículo se sigue la anterior definición de trabajo. Por lo tanto, solo se habla de planetas que orbitan estrellas o enanas marrones. (También ha habido varios reportes de detecciones de objetos de masa planetaria, a veces llamados «planetas errantes» que no orbitan cualquier cuerpo padre. Algunos de estos pueden haber pertenecido a un sistema planetario de una estrella antes de ser expulsados de ella.)
Sin embargo, cabe señalar que la definición de trabajo de la IAU no es universalmente aceptada. Una sugerencia alternativa es que los planetas deben distinguirse de las enanas marrones sobre la base de la formación. La creencia generalizada es que los planetas gigantes se forman a través de la acreción del núcleo, y este proceso a veces puede producir planetas con masas por encima del umbral de fusión del deuterio; planetas masivos de este tipo puede que ya hallan sido observados. Este punto de vista también admite la posibilidad de sub-enanas marrones, que tienen masas planetarias, pero que se forman como las estrellas por el colapso directo de las nubes de gas.

## Propiedades generales

### Número de estrellas con planetas

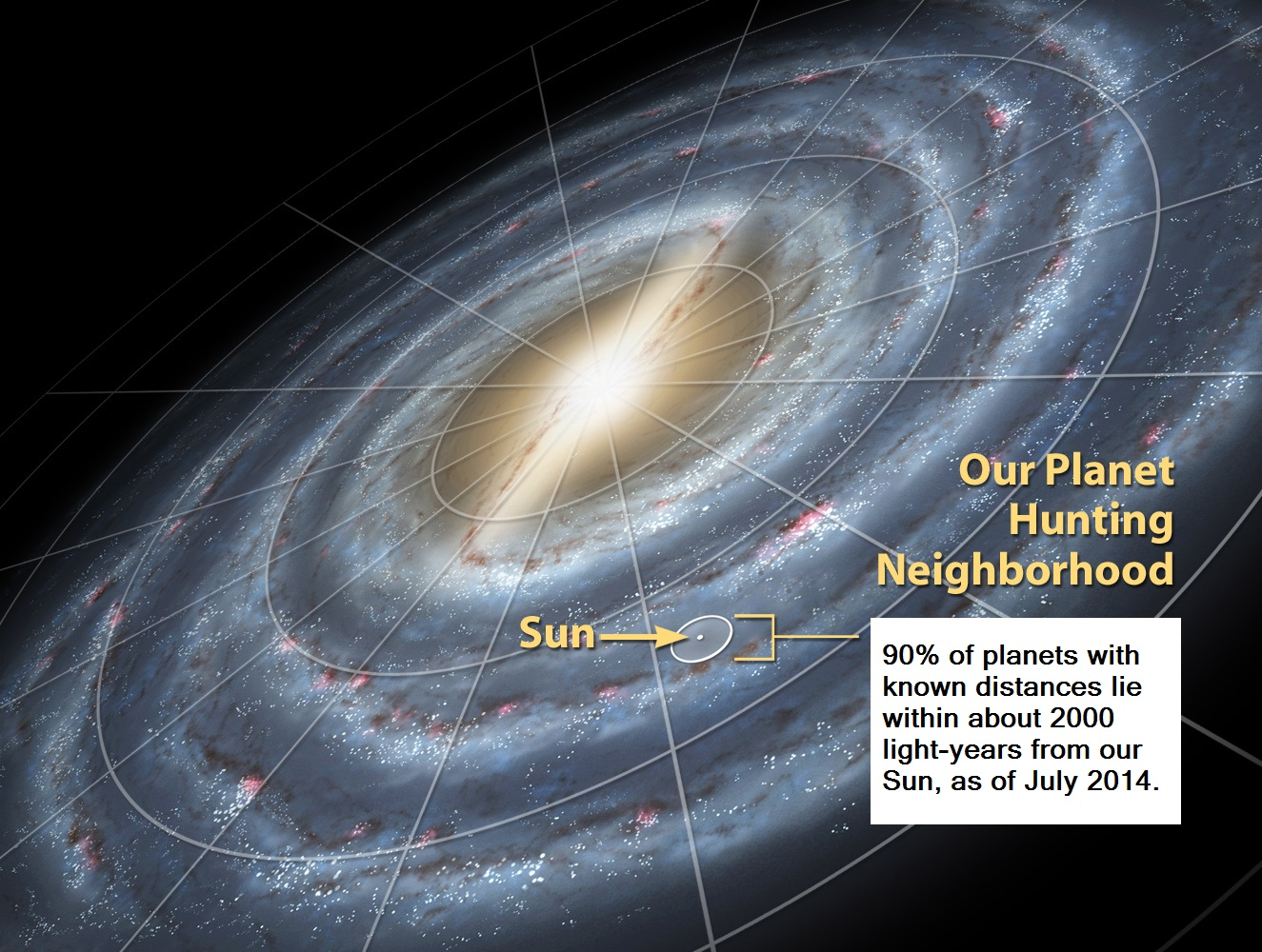
La mayoría de los planetas extrasolares descubiertos se encuentran a unos 300 años luz del sistema solar.

Los programas de búsqueda de planetas han descubierto planetas orbitando alrededor de una fracción sustancial de las estrellas que han estudiado. Sin embargo, la fracción total de estrellas con planetas es incierta debido a efectos de selección observacional. El método de velocidad radial y el método de tránsito (que entre ellos son responsable de la gran mayoría de las detecciones) son más sensibles a los grandes planetas en órbitas pequeñas. Por esa razón, muchos exoplanetas conocidos son del tipo «Júpiter caliente»: planetas de alrededor de la masa de Júpiter en órbitas muy pequeñas, con períodos de solamente algunos días. Ahora se sabe que entre 1 % a 1.5 % de las estrellas como el Sol poseen ese tipo de planeta, donde la estrella parecida al Sol se refiere a cualquier estrella de secuencia principal de clases espectrales F, G o K sin un compañero estelar cercano. El descubrimiento de planetas extrasolares ha intensificado el interés en la posibilidad de vida extraterrestre. se estima además que entre 3 % a 4.5 % de estrellas parecidas al Sol poseen un planeta gigante con un período orbital de 100 días o menos, donde «planeta gigante» significa un planeta de por lo menos treinta masas de la tierra.
La fracción de estrellas con planetas más pequeños o más alejados sigue siendo difícil de estimar. Extrapolando los resultados se sugiere que los planetas pequeños (con similar masa a la de la Tierra) son más comunes que los planetas gigantes. También parece que los planetas en órbitas de gran tamaño pueden ser más comunes que los en pequeñas órbitas. De acuerdo con tal extrapolación, se estima que quizás el 20 % de las estrellas parecidas al Sol tienen por lo menos un planeta gigante, mientras que por lo menos el 40 % pueden tener planetas de masas más bajas.
Independientemente de la fracción exacta de las estrellas con planetas, el número total de exoplanetas debe ser muy grande. Desde nuestra propia galaxia la Vía Láctea tiene al menos 100 000 millones de estrellas, debería también de contener miles de millones de planetas si no cientos de miles de millones de ellos.
En enero de 2013, los astrónomos del Centro Harvard-Smithsonian para Astrofísica (CfA) utilizaron datos de Kepler para estimar que «por lo menos 17 000 millones» de exoplanetas del tamaño de la Tierra residen en la Vía Láctea. Para noviembre de 2014, los nuevos datos elevaron las estimaciones a 40 000 millones de exoplanetas terrestres orbitando a sus estrellas en la zona de habitabilidad (11 000 millones de ellos en torno a cuerpos estelares similares al Sol).

### Características de las estrellas que albergan planetas

La clasificación espectral de Morgan-Keenan.

La mayoría de los exoplanetas conocidos orbitan estrellas más o menos similares a nuestro Sol, es decir, estrellas de secuencia principal de categorías espectrales F, G o K. Una razón es simplemente que los programas de búsqueda de planetas han tendido a concentrarse en tales estrellas. Pero incluso después de tomar esto en cuenta, el análisis estadístico indica que las estrellas de menor masa (enana roja, de categoría estelar M) son menos propensas a tener planetas o tienen planetas que son ellos mismos de menor masa y por lo tanto más difíciles de detectar. Estrellas de la categoría estelar A típicamente giran muy rápidamente, lo que hace que sea muy difícil de medir los pequeños desplazamientos Doppler inducidos por planetas en órbita, ya que las líneas espectrales son muy amplias. Sin embargo, este tipo de estrella masiva finalmente se convierte en una gigante roja más fría que gira más lentamente y por lo tanto puede ser medido utilizando el método de la velocidad radial. A principios de 2011 se habían encontrado unos 30 planetas del tipo de Júpiter alrededor de estrellas K-gigantes como Pólux, Gamma Cephei y Iota Draconis. Estudios Doppler en torno a una gran variedad de estrellas indican que aproximadamente 1 de cada 6 estrellas que tienen el doble de la masa del Sol son orbitadas por alrededor de uno o más planetas del tamaño de Júpiter, frente a 1 en 16 para estrellas similares al Sol, y solo 1 en 50 para la clase M de enanas rojas. Por otra parte, las búsquedas de micro-lentes indican que los planetas del tipo Neptuno masivos de largo período se encuentran alrededor de 1 de cada 3 enanas M. Observaciones recientes del Telescopio Espacial Spitzer indican que las estrellas de categoría estelar O, que son mucho más calientes que nuestro Sol, producen un efecto de foto-evaporación que inhibe la formación planetaria.
Las estrellas están compuestas principalmente de elementos ligeros como el hidrógeno y el helio. También contienen una pequeña fracción de elementos más pesados como el hierro, y esta fracción se refiere a la metalicidad de una estrella. Estrellas de más alta metalicidad son mucho más propensas a tener planetas y los planetas que tienen, tienden a ser más masivos que las de estrellas de menor metalicidad. El descubrimiento de planetas extrasolares ha intensificado el interés en la posibilidad de la vida extraterrestre.

### Metalicidad
Las estrellas ordinarias se componen principalmente de los elementos ligeros como el hidrógeno y el helio. También contienen una pequeña proporción de elementos más pesados, y esta fracción se conoce como metalicidad de una estrella (incluso si los elementos no son metales en el sentido tradicional), denotado [m/h] y se expresan en una escala logarítmica en la que cero es la metalicidad solar.
Un estudio de 2012 de los datos de la misión Kepler descubrió que los planetas más pequeños con radios menores que el de Neptuno se encontraban alrededor de estrellas con metalicidad en el rango de -0.6 < [m/H] < +0.5 (desde aproximadamente cuatro veces menos que el Sol a tres veces más que el Sol), mientras que los planetas más grandes en su mayoría se encontraron alrededor de estrellas con metalicidad en el extremo superior de este rango (con metalicidad solar y mayor). En este estudio, los planetas pequeños aparecían con una frecuencia alrededor de tres veces mayor que los grandes planetas alrededor de estrellas de metalicidad superior a la del Sol, y seis veces más para estrellas con menos metalicidad que el Sol. La ausencia de gigantes gaseosos alrededor de estrellas de baja metalicidad podría deberse a que la metalicidad de los discos protoplanetarios afecta a la velocidad con la que pueden formarse los núcleos planetarios y a la acreción en forma de envoltura gaseosa antes de que se disipe el gas. Sin embargo, Kepler solo puede observar planetas muy cercanos a su estrella y los gigantes gaseosos detectados probablemente migraron desde más lejos, por lo que una disminución de la eficiencia de la migración en los discos de baja metalicidad también podría explicar en parte estos resultados.
También se ha demostrado que las estrellas con planetas son más propensas a ser deficientes en litio.

### Estrellas múltiples
La mayoría de los planetas conocidos orbitan estrellas individuales, pero algunos orbitan a un miembro de un sistema binario de estrellas, y varios planetas circumbinarios han sido descubiertos que orbitan alrededor de los dos miembros de una estrella binaria. Algunos planetas en sistemas triples de estrellas son conocidos y otro en el sistema cuádruple Kepler 64. Los resultados de Kepler indican que los sistemas planetarios circumbinarios son relativamente comunes (hasta octubre de 2013, la nave espacial había encontrado siete planetas desde alrededor de 1000 binarias eclipsantes buscadas). Un hallazgo desconcertante es que ninguna de las estrellas binarias cercanas buscadas parecen tener planetas eclipsantes. La mitad de las estrellas tiene un período orbital de 2.7 días o menos, pero ninguno de los binarios con planetas tienen un período de menos de 7.4 días. Otro hallazgo sorprendente de Kepler está en que los planetas circumbinarios tienden a orbitar sus estrellas cercanas al radio crítico de inestabilidad (cálculos teóricos indican la distancia mínima estable es más o menos dos a tres veces el tamaño de la separación de las estrellas).

### Temperatura y composición

Comparación de tamaños de los planetas con diferentes composiciones. De izquierda a derecha, Planetas de puro hierro, Planetas de silicato, Planetas de carbono, Planetas de pura agua, Planetas de puro monóxido de carbono, Planetas de puro hidrógeno.

Es posible calcular la temperatura de un exoplaneta basado en la intensidad de la luz que recibe de su estrella madre. Por ejemplo, el planeta OGLE-2005-BLG-390Lb se estima que tiene una temperatura superficial de aproximadamente –220 °C (aproximadamente 50 K). Sin embargo, estas estimaciones pueden estar sustancialmente en un error porque dependen del albedo por lo general desconocido del planeta, y debido a factores tales como el efecto invernadero pueden introducir complicaciones desconocidas. Pocos planetas han tenido su temperatura medida por la observación de la variación en la radiación infrarroja a medida que el planeta se mueve en su órbita y se ve eclipsado por su estrella madre. Por ejemplo, en el planeta HD 189733 b, se ha encontrado que tiene una temperatura media de 1205 ± 9 K (932 ± 9 °C) en su lado diurno y 973 ± 33 K (700 ± 33 °C) en su lado nocturno.
Si un planeta es detectable por tanto la velocidad radial y los métodos de tránsito, entonces, su verdadera masa y su radio se pueden medir y como resultado se puede conocer la densidad del planeta. Los planetas con baja densidad se infieren a estar formados principalmente por hidrógeno y helio mientras que los planetas de densidad intermedia se infiere que tienen el agua como un gran componente. Un planeta de alta densidad se cree que es rocoso, como la Tierra y los otros planetas terrestres del sistema solar.
Las mediciones espectroscópicas se pueden utilizar para estudiar la composición atmosférica de un planeta en tránsito. De esta manera se han detectado en las atmósferas de diferentes exoplanetas: el vapor de agua, vapor de sodio, metano y dióxido de carbono. La técnica posiblemente podría descubrir características atmosféricas que sugieren la presencia de la vida en un exoplaneta, pero ese descubrimiento no ha sido hecho aún.
Otra línea de información sobre las atmósferas exoplanetarias proviene de las observaciones de funciones orbitales de fase. Los planetas extrasolares tienen fases similares a las fases de la Luna. Al observar la variación exacta de brillo con la fase, los astrónomos pueden calcular los tamaños de las partículas en las atmósferas de tales planetas.
Por otra parte, la luz estelar se polariza cuando interactúa con las moléculas de la atmósfera, lo que podría ser detectado con un polarímetro. Hasta ahora, solo un planeta ha sido estudiado por este método.

### Distribución de masa
Cuando un planeta se encuentra por el método de la velocidad radial, su inclinación orbital i es desconocida. El método no puede determinar la masa cierta del planeta, sino que da su masa mínima M sin i. En algunos casos un exoplaneta aparente en realidad puede ser un objeto más masivo, como una enana marrón o enana roja. Sin embargo, estadísticamente el factor de sini toma un valor promedio de π / 4≈0.785 y por lo tanto la mayoría de los planetas tienen masas ciertas, bastante cerca de la masa mínima. Por otra parte, si la órbita del planeta es casi perpendicular al cielo (con una inclinación de cerca de 90°), el planeta también puede ser detectado mediante el método del tránsito. La inclinación a continuación, se dará a conocer, y se puede determinar la masa real del planeta. Además, las observaciones astrométricas y las consideraciones dinámicas en sistemas de múltiples planetas a veces pueden ser usadas para restringir la masa real de un planeta.
La gran mayoría de los exoplanetas detectados hasta ahora tienen masas elevadas. Todos los detectados desde enero de 2010, con excepción de veinticinco de ellos, tienen más de diez veces la masa de la Tierra. Muchos son considerablemente más masivos que Júpiter, el planeta más masivo del sistema solar. Sin embargo, estas altas masas son en gran parte debido a un efecto de selección observacional: todos los métodos de detección son mucho más sensibles para el descubrimiento de planetas masivos. Este sesgo hace difícil el análisis estadístico, pero parece que los planetas de masa baja son en realidad más comunes que los de mayor masa al menos dentro de un rango de masas amplio que incluye a todos los planetas gigantes. Además, el hecho de que los astrónomos han descubierto varios planetas de solo unas pocas veces más masivos que la Tierra, a pesar de la gran dificultad de detectarlos, indica que estos planetas son bastante comunes.
Los resultados de los primeros 43 días de la misión Kepler «implican que pequeños planetas candidatos con períodos de menos de 30 días son mucho más comunes que los candidatos a planetas grandes con períodos de menos de 30 días y que los descubrimientos hechos desde tierra están mostrando la larga distribución de tamaños».
Una conferencia de los investigadores del Proyecto Kepler en julio de 2010 evidenció que la distribución de masas encontrada en los planetas extrasolares es muy similar a la que observamos en nuestro sistema solar, con gran cantidad de planetas de tamaño similar al terrestre. Según estos últimos datos, las estimaciones arrojan unos 100 millones de planetas de tamaño similar a la Tierra solo en nuestra galaxia.

### Características físicas

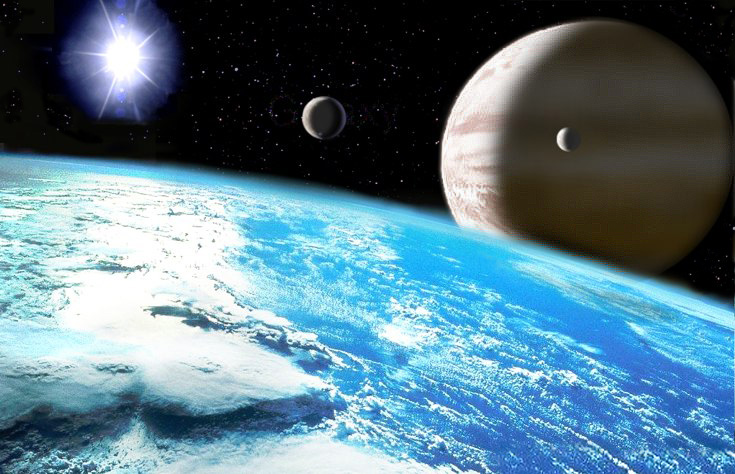
Representación artística de un planeta extrasolar gigante con un satélite similar a la Tierra, con vastos océanos de agua.

Durante los primeros años de descubrimientos de planetas extrasolares la mayoría de éstos eran sistemas peculiares con periodos orbitales pequeños y órbitas excéntricas muy cercanas a la estrella central.
El método de las velocidades radiales favorecía el descubrimiento de planetas gigantes muy cercanos a su estrella central, algunos de ellos en órbitas más pequeñas que la órbita de Mercurio. Estos planetas se llaman a veces jupiteres calientes. En los últimos años los astrónomos han podido refinar sus métodos encontrando sistemas planetarios más parecidos al nuestro. Sin embargo, una fracción importante de los sistemas planetarios posee planetas gigantes en órbitas pequeñas, muy diferentes a nuestro sistema solar.
Hasta hace poco la detección de planetas tipo terrestre parecía fuera de las capacidades tecnológicas actuales. En todo caso la mayoría de planetas extrasolares detectados hasta la fecha son gigantes gaseosos, con masas grandes comparables a la de Júpiter aunque típicamente más masivos, por ser más fáciles de detectar. Recientemente se han descubierto nuevos candidatos planetarios con masas de unas quince veces la masa terrestre, es decir, comparables a Neptuno y también candidatos con hasta dos veces la masa de la Tierra, que corresponde a la categoría de supertierras. En los últimos años se han detectado planetas con masas similares e incluso inferiores a la terrestre.
Los objetos más masivos y cercanos a la estrella principal han revolucionado las teorías sobre formación planetaria. Existe un cierto consenso sobre la formación de estos planetas en órbitas más externas y su migración temprana hacia las órbitas interiores. Esta migración está determinada por la interacción gravitatoria con el disco circunestelar de material en el que se forma el planeta. En este apartado parece haber una cierta relación entre la metalicidad de la estrella central y la presencia de planetas.
El planeta extrasolar HD 209458 b, también llamado Osiris, es un planeta del tipo Júpiter caliente con la masa de un gigante gaseoso, pero orbitando muy cerca de su estrella principal. El planeta pasa por delante de su estrella periódicamente ofreciendo tránsitos con los que se ha podido obtener una mayor información sobre su órbita, tamaño y atmósfera.

### Parámetros orbitales
La mayoría de los planetas candidatos extrasolares conocidos han sido descubiertos usando métodos indirectos, por lo que solo se pueden determinar algunos parámetros físicos y orbitales puntuales. Por ejemplo, de los seis parámetros elementales independientes que definen una órbita, el método de velocidad radial puede determinar cuatro: Semieje mayor, excentricidad, longitud del periastro, y la hora del periastro. Dos parámetros siguen siendo desconocidos: inclinación y longitud del nodo ascendente.
Muchos exoplanetas tienen órbitas con semiejes mayor, muy pequeñas, y están mucho más cerca de su estrella madre que cualquier otro planeta en nuestro sistema solar está del sol. Este hecho, sin embargo, se debe principalmente a la selección de observación: El método de velocidad radial es más sensible a planetas con órbitas pequeñas. Los astrónomos quedaron inicialmente muy sorprendidos por estos jupiteres calientes, pero ahora está claro que la mayoría de los exoplanetas (o, al menos, la mayoría de los exoplanetas de gran masa) tienen órbitas más grandes, algunos ubicados en zonas habitables, donde puede existir el agua líquida y la vida Parece plausible que en la mayoría de los sistemas exoplanetarios, hay uno o dos planetas gigantes con órbitas de dimensiones comparables a las de Júpiter y Saturno de nuestro propio sistema solar.
La excentricidad orbital es la medida de cuan elíptica (alargada) es una órbita. La mayoría de los exoplanetas con periodos orbitales cortos (de 20 días o menos) tienen órbitas casi circulares de excentricidad muy baja. Que se cree que es debido a la circularización de marea un efecto en el que la interacción gravitatoria entre dos cuerpos reduce gradualmente su excentricidad orbital. Por el contrario, la mayoría de los exoplanetas conocidos con períodos orbitales más largos tienen órbitas muy excéntricas. Esto no es un efecto de selección observacional ya que un planeta puede ser detectado de igual manera con independencia de la excentricidad de su órbita. La prevalencia de las órbitas elípticas es un gran enigma, ya que las teorías actuales de formación planetaria sugieren fuertemente que los planetas deben formarse con órbitas circulares (es decir, no excéntricas). Una teoría es que los compañeros pequeños, como las enanas T (enana marrón que contiene metano) se pueden ocultar en los sistemas planetarios y pueden causar que las órbitas de los planetas sean extremas.
La prevalencia de órbitas excéntricas también puede indicar que nuestro sistema solar es algo inusual, ya que todos sus planetas con excepción de Mercurio tienen órbitas casi circulares.
Sin embargo, se ha sugerido que algunos de los altos valores de excentricidad divulgados para los exoplanetas pueden ser sobrestimaciones, desde que la demostración hecha en simulaciones muestra que muchas observaciones son también consistentes con dos planetas en órbitas circulares. Los planetas divulgados como planetas únicos moderadamente excéntricos tienen una posibilidad del ~15 % de ser parte de una pareja.
Esta interpretación es especialmente probable si los dos planetas orbitan con una resonancia del 2:1. Un grupo de astrónomos ha concluido que «(1) alrededor del 35 % de las soluciones excéntricas publicadas para un solo planeta son estadísticamente indistinguibles de sistemas planetarios en resonancia orbital del 2:1, (2) otro 40 % no se puede distinguir estadísticamente de una solución orbital circular» y «(3) los planetas con masas comparables a la tierra se podrían ocultar en las soluciones orbitales conocidas de planetas con masas de super-Tierras excéntricas y de Neptuno».
Mediante la combinación de mediciones de velocidad astrométricas y radial, se ha constatado que, a diferencia del sistema solar, los planetas no deben moverse necesariamente en órbitas en el mismo plano orbital alrededor de su estrella, pero pueden tener inclinaciones muy dispares.
Se ha encontrado que varios Júpiter calientes tienen la órbita retrógrada y esto pone en duda las teorías sobre la formación de los sistemas planetarios. Mediante la combinación de nuevas observaciones con los datos antiguos se encontró que más de la mitad de todos los «Júpiter calientes» estudiados tienen órbitas que están desalineadas con el eje de rotación de sus estrellas, y seis exoplanetas en este estudio tienen movimiento retrógrado.

### Preguntas sin respuesta
Muchas preguntas sin respuesta siguen acerca de las propiedades de los exoplanetas, como los detalles de su composición y la probabilidad de poseer lunas. Otra cuestión es si podrían albergar vida. Varios planetas tienen órbitas en la zona habitable de su estrella madre donde debe ser posible que las condiciones similares a la Tierra prevalezcan. La mayoría de los planetas son gigantes similares a Júpiter más que del tamaño de la Tierra, y si estos planetas tienen grandes lunas, los satélites podrían ser una morada más plausible para la vida.
Se han realizado varios cálculos de cuántos planetas podrían albergar vida sencilla o incluso vida inteligente. Por ejemplo, Alan Boss del Instituto Carnegie de Ciencias estima que puede haber cien mil millones de planetas terrestres en nuestra Vía Láctea, muchos de ellos con formas de vida simple. Asimismo, cree que podría haber miles de civilizaciones en nuestra galaxia. Un trabajo reciente de Duncan Forgan de la Universidad de Edimburgo también ha tratado de calcular el número de civilizaciones inteligentes en nuestra galaxia. La investigación sugiere que podría haber miles de ellos. Sin embargo, debido a la gran incertidumbre sobre el origen y desarrollo de la vida y la inteligencia, todas las estimaciones se deben considerar extremadamente especulativas. Aparte de la hipótesis de una civilización extraterrestre que esté emitiendo señales de gran alcance, la detección de vida en distancias interestelares es una tarea técnica tremendamente difícil que no será factible en muchos años, aun si ese tipo de vida es habitual.

## Clasificación de exoplanetas
Los científicos, de primera instancia, clasifican a los exoplanetas basándose en sus masas.  En términos generales esta clasificación, que va de menor a mayor masa, son las tierras, supertierras, neptunianos y gigantes gaseosos. A cada categoría los científicos han teorizado sus características sobre la base de sus temperaturas.

### Clasificación por masa
Las tierras son exoplanetas que van desde las 0.5 masas a las dos masas terrestres y las supertierras son planetas entre dos a diez veces la masa de la Tierra. Los neptunianos varían entre las 10 a 50 masas terrestres y los gigantes gaseosos se clasifican desde las 50 masas terrestres (aproximadamente la mitad de la masa de Saturno) hasta doce veces la masa de Júpiter aproximadamente.
Objetos orbitando estrellas por arriba de las doce masas jovianas hasta las ochenta masas jovianas se consideran enanas marrón y objetos por debajo de las 0.5 masas terrestres se consideran subtierras, mercurianos y asteroides.

### Clasificación por temperatura
Dentro de cada categoría han existido esfuerzos por sub-clasificar a estos mismos con base en sus temperaturas o cercanías a sus estrellas. Así pues para los gigantes gaseosos se ha creado la clasificación de Sudarsky para planetas gigantes,  para los neptunianos la clasificación de neptunos calientes y neptunos fríos y para las tierras y supertierras la clasificación térmica de habitabilidad planetaria.
La clasificación por temperatura en planetas con órbitas excéntricas alrededor de sus estrellas es más dificultosa puesto que sus características y apariencia pueden verse muy afectadas conforme recorran las trayectorias de estas órbitas, oscilando entre calurosos veranos y gélidos inviernos.
| Clasificación por masa            | Fríos (menor a -100 °C)    | Fríos (-100 a -50 °C)                                      | Media baja (-50 a 0 °C)   | Media (0 a 50 °C)         | Media alta (50 a 100 °C)                                        | Calientes (100 a 600 °C) | Calientes (600 A 1100 °C)            | Calientes (mayor a 1100 °C) | Temperatura Variable   |
| --------------------------------- | -------------------------- | ---------------------------------------------------------- | ------------------------- | ------------------------- | --------------------------------------------------------------- | ------------------------ | ------------------------------------ | --------------------------- | ---------------------- |
| Jovianos (50 M⊕ ‑ 12 MJ)          | Clase I: Nubes de amoniaco | Clase II: Nubes de agua con nubes de amoniaco en los polos | Clase II: Nubes de agua   | Clase II: Nubes de agua   | Clase III: Despejados con nubes de agua y sulfuros en los polos | Clase III: Despejados    | Clase IV: Nubes de metales alcalinos | Clase V: Nubes de silicatos | Joviano excéntrico     |
| Neptunianos (10 M⊕ - 50 M⊕)       | Neptuno frío               | Neptuno frío                                               | Neptuno en zona habitable | Neptuno en zona habitable | Neptuno en zona habitable                                       | Neptuno caliente         | Neptuno caliente                     | Neptuno caliente            | Neptuno excéntrico     |
| Minineptunos (5 M⊕ - 10 M⊕)       | Minineptuno frío           | Minineptuno frío                                           | Planeta hicéano           | Planeta hicéano           | Planeta hicéano                                                 | Minineptuno caliente     | Minineptuno caliente                 | Minineptuno caliente        | Minineptuno excéntrico |
| Planeta océano (2 M⊕ ‑ 5 M⊕)      | Planeta de hielo           | Planeta de hielo                                           | Planeta océano habitable  | Planeta océano habitable  | Planeta océano habitable                                        | Sin ejemplo claro        | Sin ejemplo claro                    | Sin ejemplo claro           | Oceánico excéntrico    |
| Supertierras (Por arriba de 2 M⊕) | Hipopsicroplaneta          | Hipopsicroplaneta                                          | Psicroplaneta             | Mesoplaneta               | Termoplaneta                                                    | Hipertermoplaneta        | Hipertermoplaneta                    | Planeta de lava             | Supertierra excéntrica |
| Tierras (0.5 M⊕ ‑ 2 M⊕)           | Hipopsicroplaneta          | Hipopsicroplaneta                                          | Psicroplaneta             | Mesoplaneta               | Termoplaneta                                                    | Hipertermoplaneta        | Hipertermoplaneta                    | Planeta de lava             | Tierra excéntrica      |

### Clasificación por composición
Para planetas entre las 2 a 10 masas terrestres se ha hecho un esfuerzo teórico para distinguir entre planetas sólidos (supertierras), planetas líquidos (planeta océano) y planetas enanos gaseosos (minineptunos). Para resolver estas dudas se utiliza análisis espectral y de densidad en exoplanetas que están en tránsito entre el observador y su estrella. Para distinguir la variedad de minineptunos de otros tipos es mediante el hallazgo o no de gases como hidrógeno o helio en análisis espectrales y distinguirlos de otros componentes.
Durante 2004 Christophe Sotin y un equipo de colaboradores de Francia teorizaron que planetas entre las 2 a 10 masas terrestres incrementaban su proporción de hielo o líquidos en comparación con sus componentes rocosos, siendo muchos de estos planetas oceánicos.  Para planetas entre 6 a 8 masas terrestres la proporción de hielo o líquidos con la roca es aproximadamente del 50 %.  Entre las 5 a 10 masas terrestres o por arriba de dos veces el diámetro de la tierra los cuerpos planetarios atraen activamente hidrógeno o helio para convertirse en minineptunos o, si están en zona habitable, planetas hicéano.
Además de una clasificación térmica, la clasificación de Sudarsky para planetas gigantes es una clasificación sobre la composición para gigantes gaseosos. Esta clasificación teoriza la composición de planetas gaseosos con temperaturas distintas a las presentadas en los gigantes de nuestro sistema solar. Se ha confirmado, mediante análisis espectral, la presencia de metales alcalinos o de silicatos en jovianos calientes, deduciendo así sus muy probables apariencias como WASP-96b, Kepler-7b o HD 189733 b.
| |
| Para el astrónomo Geoffrey Marcy los planetas con superficies sólidas emergidas están por abajo de los 1.5 radios terrestres, los planetas oceánicos están entre las 1.5 a 2 radios terrestres y los minineptunos y planetas hicéanicos por arriba de los 2 radios terrestres. |

| |
| La estructura interna de Neptuno nos recuerda las características de cada una de la variedad de exoplanetas, el núcleo de hierro y silicatos recuerda a las tierras y supertierras, el manto de agua a la superficie de los planetas oceánicos y la atmósfera de hidrógeno y helio a los planetas hicéano, minineptunos y neptunianos |

### Abundancia de cada tipo
El sistema solar cuenta con dos subtierras, dos tierras, dos gigantes gaseosos clase I (jovianos fríos) y dos neptunianos fríos,  no obstante, al margen de los hallazgos de la tecnología actual se le considera atípico puesto que muchos sistemas planetarios tiene jovianos calientes y neptunianos calientes y dos tercios de los exoplanetas encontrados son supertierras y minineptunos y ninguno de estos se encuentran en nuestro sistema. 
Debido a esta misma limitante tecnológica es más difícil encontrar planetas en órbitas amplias que pudieran ser neptunos fríos, hipopsicroplanetas y psicroplanetas y por ello el menor número de hallazgos de este tipo de planetas.

### Otras clasificaciones
Por otro lado, se piensa que muchos planetas puedan tener superficies líquidas en lugar de superficies sólidas o gaseosas así como otras características distintivas y peculiares:
| - Planetas púlsar - Planeta de carbono - Megatierra - Planeta ctónico | - Planeta doble - Análogo a la Tierra - Planeta de lava - Planeta de helio | - Planeta de hierro - Planeta sin núcleo - Planeta circumbinario |

## Descubrimientos notables

Cantidad de exoplanetas descubiertos: 4177.

### 1988
- Gamma Cephei Ab: Las variaciones de velocidad radial de la estrella Gamma Cephei fueron anunciados en 1988, consistente con un planeta en una órbita de 2.5 años.[108] Sin embargo la clasificación errónea de la estrella como una estrella gigante junto con una subestimación de la órbita de la binaria Gamma Cephei que implicaba que la órbita del planeta sería inestable, llevó a que la existencia del planeta se considerase como un artefacto de la rotación estelar. El planeta no fue confirmado hasta el 2002.[109][110]

### 1989
- HD 114762 b: Este objeto tiene una masa mínima de 11 veces la masa de Júpiter y tiene una órbita de 89 días. En el momento de su descubrimiento fue considerado como una probable enana marrón,[111] aunque posteriormente ha sido incluida en los catálogos de los planetas extrasolares.[112][113]

### 1992
- Lich: El primer descubrimiento de planetas extrasolares confirmados se hizo cuando un sistema de planetas de masa terrestre se anunció al estar presentes alrededor del púlsar de milisegundos PSR B1257+12.[3]

### 1995
- Dimidio: El primer descubrimiento confirmado de un planeta alrededor de una estrella del tipo solar, un Júpiter caliente con una órbita de 4.2 días.[114]

### 1996
- 47 Ursae Majoris b: Este planeta similar a Júpiter fue el primer planeta de largo periodo descubierto, orbitando a 2.11 ua de la estrella con una excentricidad de 0.049. Hay un segundo compañero que orbita a 3.39 ua, con la excentricidad de 0.220 ± 0.028 y un periodo de 2190 ± 460 días.

### 1998
- Gliese 876 b: El primer planeta descubierto que orbita alrededor de una estrella enana roja (Gliese 876). Su órbita es más cercana a la estrella que Mercurio es del Sol. Más planetas han sido descubiertos posteriormente cerca de la estrella.[115]

### 1999
- Upsilon Andromedae: El primer sistema planetario múltiple en ser descubierto en torno a una estrella de secuencia principal. Contiene tres planetas, todos los cuales son similares a Júpiter. Los planetas b, c, d se anunciaron en 1996 y 1999, respectivamente. Sus masas son 0.687, 1.97, y 3.93 MJ; que orbitan a 0.0595, 0.830, y 2.54 ua, respectivamente.[116] En 2007, sus inclinaciones se determinaron como no coplanares.
- HD 209458 b: Este exoplaneta, descubierto originalmente por el método de la velocidad radial, se convirtió en el primer exoplaneta en ser visto transitando a su estrella madre. La detección del tránsito confirmó de manera concluyente la existencia de los planetas sospechosos de ser responsables de las mediciones de velocidad radial.[117]

### 2001
- HD 209458 b: Los astrónomos usando el telescopio espacial Hubble anunciaron que habían detectado la atmósfera de HD 209458 b. Encontraron la firma espectroscópica del sodio en la atmósfera, pero a una intensidad menor de lo esperado, lo que sugiere que las nubes altas oscurecen las capas atmosféricas inferiores.[118] En 2008, el albedo de la capa de nubes se midió, y su estructura está modelada como estratosférica.
- Iota Draconis b: El primer planeta descubierto alrededor de la gigantesca estrella Iota Draconis, una gigante naranja. Esto proporciona evidencia de la supervivencia y el comportamiento de los sistemas planetarios alrededor de estrellas gigantes. Las estrellas gigantes tienen pulsaciones que pueden imitar la presencia de planetas. El planeta es muy masivo y tiene una órbita muy excéntrica. Su órbita alrededor de su estrella es en promedio un 27.5 % más lejana que la tierra del Sol.[119] En 2008 el origen del sistema se remonta al cúmulo de Híades, junto a Epsilon Tauri.

### 2003
- PSR B1620-26c: El 10 de julio, utilizando información obtenida por el Telescopio Espacial Hubble, un equipo de científicos liderado por Steinn Sigurdsson confirmó el planeta extrasolar más antiguo hasta ahora. El planeta se encuentra en el cúmulo de estrellas globular M4, a unos 5600 años luz de la Tierra en la constelación de Escorpio Este es uno de los tres planetas conocidos que orbitan alrededor de una estrella binaria, una de las estrellas en el sistema binario es un pulsar y la otra es una enana blanca. El planeta tiene una masa dos veces la de Júpiter, y se estima que tiene unos 12 700 millones de años.[120]

### 2004
- Mu Arae c: En agosto, un planeta que orbita Mu Arae, con una masa de aproximadamente 14 veces la de la Tierra fue descubierto con el espectrógrafo HARPS del Observatorio Europeo del Sur. Dependiendo de su composición, es el primer publicado «Neptuno caliente» o «súper-Tierra»[121]
- 2M1207 b: El primer planeta encontrado alrededor de una enana marrón. El planeta es también el primero en ser fotografiado directamente (en el infrarrojo). De acuerdo con una estimación inicial, tiene una masa de cinco veces la de Júpiter; otras estimaciones dan masas ligeramente menores. Se estimó inicialmente a la órbita en 55 ua de la enana marrón. La enana marrón es solo 25 veces más masivo que Júpiter. La temperatura del planeta gigante de gas es muy alta (1250 K), sobre todo debido a la contracción gravitacional.[122] A fines de 2005, los parámetros fueron revisados para el radio de la órbita en 41 ua, con una masa de 3.3 Júpiters porque se descubrió que el sistema está más cerca de la Tierra de lo que se creía originalmente. En el 2006, fue encontrado un disco de polvo alrededor de 2M1207, proporcionando evidencia de activa formación planetaria.[123]

### 2005
- TrES-1 y HD 209458b: El 22 de marzo, dos grupos anunciaron la primera detección directa de luz emitida por exoplanetas, logrado con el Telescopio Espacial Spitzer. Estos estudios permiten el estudio directo de la temperatura y la estructura de las atmósferas planetarias.[124][125]

- Gliese 876 d: El 13 de junio, un tercer planeta orbitando la estrella enana roja Gliese 876 fue anunciado. Con una masa estimada en 7.5 veces la de la Tierra, puede ser rocoso en su composición. El planeta orbita a 0.021 ua con un período de 1.94 días.[126]

- HD 149026 b: El 1 de julio, un planeta con el mayor núcleo conocido fue anunciado. El planeta, HD 149026 b, orbita la estrella HD 149026, y tiene un núcleo que se estimó entonces en 70 masas terrestres (hasta el 2008, 80-110), representando al menos dos tercios de la masa del planeta.[127]

### 2006
- OGLE-2005-BLG-390Lb: El 25 de enero, el descubrimiento de OGLE-2005-BLG-390Lb fue anunciado. Este es el más distante y probablemente el más frío exoplaneta encontrado hasta la fecha. Se cree que orbita una estrella enana roja a alrededor de 21 500 años luz de la Tierra, hacia el centro de la Vía Láctea. Fue descubierto usando un micro-lente gravitatorio, y se estima que tienen una masa de 5.5 veces la de la Tierra. Antes de este descubrimiento, de los pocos exoplanetas conocidos con masas relativamente reducidas solo se habían descubierto en órbitas muy cercanas a sus estrellas madre, pero este planeta se estima que tiene una separación relativamente amplia de 2.6 ua de su estrella madre.[51][128]
- HD 69830: Tiene un sistema planetario con tres planetas de la masa de Neptuno. Es el primer sistema planetario triple sin ningún tipo de planetas similares a Júpiter descubierto alrededor de una estrella similar al Sol. Los tres planetas fueron anunciados el 18 de mayo por Lovis. Todos los tres orbitan dentro de 1 ua. Los planetas, b, c y d tienen masas de 10, 12 y 18 veces la de la Tierra, respectivamente. El planeta más exterior, d, parece estar en la zona habitable, en pastoreo del cinturón de asteroides.[129]

### 2007
- HD 209458 b y HD 189733 b: El 21 de febrero, la NASA y el jornal Nature publicaron la noticia de que HD 209458 b y HD 189733 b fueron los dos primeros planetas extrasolares en tener sus espectros atmosféricos observados directamente.[130][131] Esto ha sido visto desde hace mucho como el primer mecanismo por el cual formas de vida extrasolar no inteligente podrían ser buscadas. Un grupo de investigadores dirigido por Jeremy Richardson, de la NASA del Centro de vuelo espacial Goddard fueron los primeros en la publicación, en la tirada del 22 de febrero de la revista Nature. Richardson et al. midieron espectralmente la atmósfera de HD 209458 b en el rango de 7.5 a 13.2 micrómetros. Los resultados desafiaron las expectativas teóricas de varias maneras. En el espectro se había previsto tener un pico a 10 micrómetros lo que hubiera indicado vapor de agua en la atmósfera, pero este pico estaba ausente, indicando que no hay vapor de agua detectable. Otro pico, imprevisto, se observó a los 9.65 micrómetros, que los investigadores atribuyen a nubes de polvo de silicato, un fenómeno no observado previamente. Otro pico imprevisto ocurrió a las 7.78 micrómetros, que los investigadores no tienen una explicación. Un equipo dirigido por Carl Grillmair de Spitzer Science Center de la NASA hizo las observaciones de HD 189733 b, y sus resultados estaban a la espera de publicación en «Astrophysical Journal Letters» en el momento del comunicado de prensa. El 11 de julio de 2007, los resultados por el Spitzer Science Center fueron publicados en Nature: huellas espectrales de vapor de agua fueron encontrados por el telescopio espacial Spitzer, lo que representa la primera evidencia sólida de agua en un planeta extrasolar.[132]
- Gliese 581 c: Un equipo de astrónomos liderado por Stephane Udry utilizó el instrumento HARPS en el telescopio de 3.6 metros del Observatorio Europeo del Sur para descubrir este exoplaneta mediante el método de velocidad radial[133] El equipo calculó que el planeta podría soportar agua líquida y posiblemente vida.[134] Sin embargo, estudios posteriores de habitabilidad[135][136] indican que el planeta probablemente sufre de un efecto invernadero similar al de Venus, haciendo que la presencia de agua líquida sea imposible. Estos estudios sugieren que el tercer planeta en el sistema, Gliese 581 d, es más probable que sea habitable. Seth Shostak, astrónomo sénior del Instituto SETI, declaró que dos búsquedas infructuosas ya se habían realizado por señales de radio de inteligencia extraterrestre en el sistema Gliese 581.[134]

- Gliese 436 b: Este planeta fue uno de los primeros planetas descubiertos de la masa de Neptuno, en agosto de 2004. En mayo de 2007, se encontró un tránsito, revelado como el planeta más pequeño y menos masivo que transita hasta ahora, siendo 22 veces la masa de la Tierra. Su densidad es consistente con un gran núcleo de una forma exótica de agua sólida llamada «hielo caliente», la que existe, a pesar de las altas temperaturas del planeta, debido a la gravedad del planeta que hace que el agua sea extremadamente densa.[137]

- TrES-4: El exoplaneta del diámetro más grande y de la más baja densidad hasta la fecha, TrES-4 tiene 1.7 veces el diámetro de Júpiter, pero solo 0.84 veces su masa, dándole una densidad de solo 0.2 gramos por centímetro cúbico, aproximadamente la misma densidad que la madera balsa. Órbita a su primaria de cerca y es por tanto muy caliente, pero el calentamiento estelar por sí solo no parece explicar su gran tamaño.[138]

### 2008
- OGLE-2006-BLG-109Lb y OGLE-2006-BLG-109Lc: El 14 de febrero, el descubrimiento del, hasta ahora, sistema planetario más similar al sistema Júpiter-Saturno fue anunciado, con las proporciones de la masa, la distancia a su estrella y tiempo orbital similar a la de Júpiter-Saturno. Esto puede ser importante para la posible vida en un sistema solar como Júpiter y Saturno tienen un efecto estabilizador de la zona habitable barriendo grandes asteroides de la zona habitable.[139]
- HD 189733 b: El 20 de marzo, estudios de seguimiento al primero de los análisis espectrales de un planeta extrasolar se publicaron en la revista científica Nature, anunciando evidencia de una molécula orgánica encontrada en un planeta extrasolar por primera vez. En 2007 el vapor de agua se detectó ya en el espectro de HD 189733 b, pero nuevos análisis mostraron no solo vapor de agua, pero también metano existente en la atmósfera del planeta gigante gaseoso. Aunque las condiciones en HD 189733 b son muy difíciles para albergar vida, sigue siendo la primera vez que una molécula clave para la vida orgánica se encuentra en un planeta extrasolar.[140]
- HD 40307: El 16 de junio Michel Mayor, anunció un sistema planetario confirmado, con tres súper-Tierras orbitando esta estrella de tipo K. Sus masas son de entre 4 y 9 masas de la Tierra y con períodos de 4 a 20 días. Se especula que este podría ser el primer sistema multi-planetario sin ningún tipo de gigantes gaseosos conocidos. Sin embargo, en un estudio de 2009 de las estabilidades dinámicas e interacciones de marea entre los planetas y su estrella indica que los tres planetas son gaseosos.[141] Los tres fueron descubiertos por el espectrógrafo HARPS en La Silla, Chile.[142] Estos tres mundos estaban entre los siete primeros confirmados de un grupo de 45 candidatos a planetas detectados por el espectrógrafo HARPS el 28 de mayo de 2008. Los descubrimientos representan un importante aumento en el número conocido de súper-Tierras. Basados en esto, ahora los astrónomos sugieren que tales planetas de baja masa pueden superar numéricamente a los planetas similares a Júpiter por 3 a 1. Si bien se necesitan más datos para confirmar a los restantes candidatos, algunos medios de comunicación recogieron la noticia.
- 1RXS J160929.1-210524: En septiembre, un objeto fue fotografiado en el infrarrojo a una separación de 330AU de esta estrella. Más tarde, en junio de 2010, el objeto fue confirmado como un planeta compañero de la estrella, en vez de un objeto de fondo alineado al azar.[143]
- Fomalhaut b: El 13 de noviembre, la NASA y el Laboratorio Nacional Lawrence Livermore anunciaron el descubrimiento de un planeta extrasolar que orbita justo dentro del anillo de escombros de la estrella de la clase A Fomalhaut (alfa Austrini Piscis). Este fue el primer planeta extrasolar, en ser directamente fotografiado por un telescopio óptico.[54] La masa de Fomalhaut b se estima en 3 veces la masa de Júpiter.[144][145] Sobre la base del brillo inesperado del planeta en longitudes de onda visibles, el equipo del descubrimiento sospecha que está rodeado por su propio disco grande o anillo que puede ser un sistema de satélites en el proceso de formación.
- HR 8799: El 13 de noviembre, el mismo día que Fomalhaut b, el descubrimiento de tres planetas que orbitan HR 8799 fue anunciado. Esta fue la primera imagen directa de múltiples planetas. Christian Marois del Consejo Nacional de Investigación de Canadá del Instituto Herzberg de Astrofísica y su equipo utilizaron el telescopio Keck y Gemini en Hawái. Las imágenes de Gemini permitieron al equipo internacional hacer el descubrimiento inicial de dos de los planetas con los datos obtenidos el 17 de octubre de 2007. Luego, el 25 de octubre de 2007, y en el verano de 2008, el equipo confirmó este descubrimiento y encontraron un tercer planeta orbitando aún más cerca de la estrella con imágenes obtenidas por el telescopio Keck II. Una revisión de los datos antiguos, tomadas en el 2004 con el telescopio Keck II reveló que los tres planetas eran visibles en estas imágenes. Sus masas y la separación es de aproximadamente 10 MJ @ 24 ua, 10 MJ @ 38 ua y 7 MJ @ 68 ua.[145][146]

### 2009
- COROT-7b: El 3 de febrero, la Agencia Espacial Europea anunció el descubrimiento de un planeta que orbita la estrella COROT-7. Aunque el planeta orbita su estrella a una distancia inferior a 0.02 ua, su diámetro se estima en alrededor de 1.7 veces la de la Tierra, por lo que es la más pequeña súper-Tierra medida. Debido a la extrema cercanía con su estrella madre, se cree que tiene una superficie fundida a una temperatura de 1000-1500 °C.[147] Fue descubierto por el satélite COROT francés.
- Gliese 581 e: El 21 de abril, el Observatorio Europeo del Sur anunció el descubrimiento de un cuarto planeta que orbita la estrella Gliese 581. El planeta orbita su estrella madre a una distancia de menos de 0.03 ua y tiene una masa mínima estimada en 1.9 veces la de la Tierra. A partir de enero de 2010, este es el más ligero planeta extrasolar conocido en órbita de una estrella de secuencia principal.[114]
- 30 planetas: El 19 de octubre, se anunció que 30 nuevos planetas fueron descubiertos, todos fueron detectados por el método de la velocidad radial. Es el mayor número planetas anunciado en un solo día. Octubre de 2009 ostenta ahora el récord de la mayor cantidad de planetas descubiertos en un mes, rompiendo el récord establecido en junio de 2002 y agosto de 2009, durante el cual 17 planetas fueron descubiertos.
- 61 Virginis y HD 1461: El 14 de diciembre, tres planetas (uno es una súper-Tierra y dos planetas son de la masa de Neptuno) fueron descubiertos. También un planeta súper-Tierra y dos planetas sin confirmar alrededor de HD 1461 fueron descubiertos. Estos descubrimientos indican que los planetas de baja masa que orbitan alrededor de estrellas cercanas son muy comunes. 61 Virginis es la primera estrella como el Sol en albergar a los planetas súper-Tierra.[148]
- GJ 1214 b: El 16 de diciembre, un planeta super-Tierra fue descubierto por el método del tránsito. La determinación de la densidad de la masa y el radio sugieren que este planeta pueda ser un planeta océano integrado por agua en un 75 % y de roca en un 25 %. Algo del agua en este planeta debe estar en la forma exótica del hielo VII. Este es el primer planeta descubierto por el proyecto MEarth, que se utiliza para buscar tránsitos de planetas súper-Tierra cruzando la cara de las estrellas del tipo M.[149]

### 2010
- HD 156668 b: El 7 de enero, un segundo planeta menos masivo fue descubierto por el método de velocidad radial alrededor de una estrella con la segunda menor oscilación estelar de 2.2 m/s. Este planeta tiene una masa 3.1 veces la masa terrestre, que es cerca del doble de la masa de Gliese 581 e y orbita la estrella a una distancia de 0.0211 ua.[150]
- HR 8799 c: El 13 de enero, el espectro directo de este planeta fue observado por el VLT ubicado en el Observatorio Paranal, haciendo de este exoplaneta el primero en ser estudiado mediante un espectro obtenido directamente[151] a diferencia de la transmisión espectroscópica realizada en los exoplanetas en tránsito.
- 47 Ursae Majoris d: El 6 de marzo, un gigante gaseoso como Júpiter, con el más largo período orbital conocido de cualquier planeta extrasolar detectado a través de la velocidad radial. Orbita a su estrella a una distancia similar a Saturno en nuestro sistema solar con su periodo orbital que dura unos 38 años terrestres.
- COROT-9b: El 17 de marzo, el primer planeta en tránsito templado fue descubierto por COROT. Será el primer planeta templado en tener estudiada su naturaleza en detalle. Este planeta tarda 95 días en orbitar la estrella a una distancia de periastro de 0.36 ua, que es el más largo acercamiento a su estrella de todos los planetas en tránsito. Este planeta puede tener agua líquida en su interior.[152]
- Beta Pictoris b: El 10 de junio, por primera vez, los astrónomos han sido capaces de seguir directamente el movimiento de un exoplaneta, a medida que se mueve al otro lado de su estrella anfitriona. El planeta tiene la órbita más pequeña hasta la fecha de todos los exoplanetas directamente fotografiados, situándose tan cerca de su estrella como Saturno del sol.[153]
- HD 209458 b: El 23 de junio de 2010, los astrónomos anunciaron que han medido por primera vez una supertormenta en la atmósfera de HD 209458 b. Las observaciones de muy alta precisión hechas por el Very Large Telescope de ESO y su poderoso espectrógrafo CRIRES de gas de monóxido de carbono demuestra que se transmite a una gran velocidad desde el lado diurno extremadamente caliente al lado nocturno más frío del planeta. Las observaciones también permitieron otra emocionante «primera» - la medición de la velocidad orbital del propio exoplaneta, proporcionando una determinación directa de su masa.[154]
- HD 10180: El 24 de agosto, astrónomos que usan el instrumento HARPS de ESO, líder a nivel mundial han descubierto un sistema planetario con un máximo de siete planetas orbitando una estrella similar al Sol con al menos cinco planetas confirmados, y pruebas muy tentadoras de dos planetas más, uno de los cuales tendría la menor masa que se ha encontrado hasta ahora. Además, hay pruebas de que las distancias de los planetas desde su estrella siguen un patrón regular, esto también es visto en nuestro sistema solar.[58]
- Gliese 581 g: Fue descubierto en septiembre de 2010 y se cree que es el planeta más parecido a la Tierra descubierto hasta la fecha. El planeta fue detectado mediante mediciones de la velocidad radial combinando 11 años de datos del instrumento HIRES del telescopio Keck 1 y el instrumento HARPS del telescopio de 3.6 metros de ESO en el Observatorio de La Silla, Chile. El planeta se encuentra cerca de la mitad de la zona habitable (conocida también como «Ricitos de Oro») de su estrella madre, y la presencia de agua líquida se considera una fuerte posibilidad. El descubrimiento de Gliese 581 g se anunció a finales de septiembre de 2010 y se cree que es el primer planeta ricitos de oro que se ha encontrado, es el planeta más parecido a la Tierra, y el mejor exoplaneta candidato con el potencial de albergar vida encontrado hasta la fecha.[155]

### 2011
- Kepler-11: Se anunció el 2 de febrero. Es una estrella similar al Sol con un sistema de al menos seis exoplanetas con órbitas de período cortos. Está en la dirección de la constelación de Cygnus y cerca de 2000 años luz de distancia. Fue descubierto por el Telescopio Espacial Kepler. Los planetas se nombraron alfabéticamente, comenzando por el más interno: Kepler-11b, Kepler-11c, Kepler-11d, Kepler-11e, Kepler-11f, Kepler-11g.
- Kepler-64b El planeta fue descubierto por dos astrónomos aficionados pertenecientes al proyecto Planet Hunters. Confirmado en el 2012
- Kepler-22b: Se anunció el 5 de diciembre. Por el momento, se desconoce la composición de su masa y superficie. Si su densidad fuera parecida a la de la Tierra (5.52 g/cm3) su masa equivaldría a la de 13.8 Tierras, mientras que la gravedad de la superficie sería 2.4 veces mayor que la de nuestro planeta. Si el planeta Kepler-22b tuviera la densidad del agua (1 g/cm3) entonces su masa sería 2.5 veces la de la Tierra y su gravedad sería de 0.43 veces la nuestra. Todos estos datos combinados hacen suponer que, hasta la fecha, este planeta es el mejor candidato para poder poseer vida. Si a su masa y temperatura le sumamos la existencia de agua, se darían todas las premisas para que los elementos biológicos hicieran su aparición aunque, de momento y hasta tener nuevas pruebas, únicamente hablamos de suposiciones.
- Kepler-20: Se anunció el 20 de diciembre. Es un sistema de cinco planetas, dos de los cuales tienen tamaños muy similares al de la Tierra.

### 2012
- Kepler-42: También conocido como KOI-961, es un peculiar sistema solar hallado el 12 de enero por la misión Kepler. Tres pequeños planetas orbitan junto a una débil estrella enana roja a 126 años luz de la Tierra. Los tres cuerpos son de menor tamaño que nuestro planeta y los radios orbitales van desde tan solo 900 000 kilómetros hasta 2.3 millones de kilómetros.[156] Se considera que son los exoplanetas más pequeños conocidos hasta el momento.

- Alfa Centauri Bb: Astrónomos europeos anunciaron el 16 de octubre que han descubierto un planeta con una masa similar a la de la Tierra orbitando una estrella en el sistema Alfa Centauri (el más cercano a la Tierra). También es el exoplaneta más ligero descubierto hasta el momento alrededor de una estrella de tipo Sol. El planeta fue detectado utilizando el instrumento HARPS, instalado en el telescopio de 3.6 metros en el Observatorio La Silla de ESO, en Chile. Los resultados aparecerán en línea en la revista Nature, en su edición del 17 de octubre de 2012. El sistema contiene por lo menos un planeta del tamaño terrestre, con cerca de 113 % de la masa terrestre,[157] que orbita Alpha Centauri B, con un período de 3.236 días[157][158] lo que lo hace ser el exoplaneta más cercano conocido a la Tierra. Orbitando a una distancia de 6 millones de kilómetros de la estrella,[157] o el 4 % de la distancia de la Tierra al Sol, el planeta tiene una temperatura superficial estimada de al menos 1500 K (aproximadamente 1200 C), demasiado caliente para ser habitable.[159][160]
- Kappa Andromedae. El 15 de noviembre de 2012, un joven planeta o enana marrón, gigante de gas caliente alrededor de 13 veces la masa y un poco más grande que Júpiter fue fotografiada directamente en órbita alrededor de «κ Andromedae» en una separación proyectada de 55 ± 2 UA.1 La observación espectroscópica indica una temperatura de alrededor de 1700 K.

### 2013
- Kepler-37b Fue anunciado el 20 de febrero y es un exoplaneta que orbita la estrella Kepler-37 en la constelación de Lyra. A la fecha es el exoplaneta más pequeño jamás descubierto, con una masa y un radio ligeramente mayor que el de la Luna.[161]

- Kepler-78b Fue anunciado el 30 de octubre. Investigadores del Instituto Tecnológico de Massachusetts (MIT) han descubierto que el pequeño planeta Kepler 78b, que identificaron el pasado mes de agosto, tiene similitudes con la Tierra. Los científicos determinaron que este cuerpo es de aproximadamente 1.7 veces la masa de la Tierra, su densidad es de 5.3 gramos por centímetro cúbico (similar a la de la Tierra que es de 5.52 g/cm³) y su diámetro es 1.2 veces el de nuestro planeta. El equipo encontró que Kepler 78b, descubierto a 700 años luz, gira alrededor de su estrella en solo 8.5 horas, muy rápido en comparación con la órbita de 365 días de nuestro planeta. Además, el exoplaneta es muy caliente con temperaturas que oscilan entre 1500 y 3000 °C. Todo esto se debe a la extrema cercanía a su sol y por lo tanto, es probable que no existan seres vivos en ese planeta, según la investigación, publicada en «Nature». No obstante, para los astrónomos tiene cierta relevancia al poseer un tamaño y una composición muy parecidas a la Tierra.[162]

### 2014
- Kepler-186f es un exoplaneta que orbita la estrella enana roja Kepler-186. Es el primer planeta del tamaño de la Tierra que ha sido descubierto en la zona habitable de una estrella. Es el último de cinco planetas descubiertos por el telescopio Kepler de la NASA que orbita esa estrella. Se encuentra en el límite más externo de la zona de habitabilidad y probablemente sea demasiado frío para la vida tal y como la conocemos (su temperatura media con una atmósfera similar a la de la Tierra, sería de -60 °C).[163]

- Kepler-421b es el exoplaneta en tránsito con la órbita más larga hasta ahora detectada. El planeta realiza una órbita en 704 días.[164]

- Se confirma la existencia de Kepler-296e y Kepler-395c, con unos índices de similitud con la Tierra del 93 % y 91 %, respectivamente.[14] En enero de 2015, nuevas observaciones modificaron el IST de ambos, descartando al segundo como posible análogo a la Tierra y reduciendo la puntuación del primero a un 85 %.

- KOI-4878.01 se convierte en el primer candidato a planeta en alcanzar un 98 % de semejanza con la Tierra, según las últimas estimaciones.[14] La masa, radio y temperatura de equilibrio del planeta y de su estrella son prácticamente idénticas a las de la Tierra y el Sol.[165]
- Se descubre WASP-103b. No sería hasta enero de 2022 que se revelaría que posee una forma ovalada.[166][167]

### 2015
- Se anuncia el descubrimiento de ocho nuevos planetas que orbitan a su estrella en la zona de habitabilidad, destacando entre ellos Kepler-438b y Kepler-442b, con un IST del 88 % y del 84 %, respectivamente.[14][168]

- Kepler-452b: Es el primer planeta del tamaño de la Tierra descubierto orbitando en la zona habitable de una estrella muy similar al Sol. Con un radio un 60 % mayor que la Tierra y una órbita de 385 días. Fue anunciado públicamente por la NASA el 23 de julio de 2015.

### 2016
- 2MASS J2126-8140: Fue anunciado el 22 de enero de 2016 es el exoplaneta con la órbita más larga (~ 1 millón de años) y la más amplia (> 4500 AU) para un objeto de masa planetaria conocida hasta ahora.
- Próxima Centauri b: Fue anunciado el 24 de agosto de 2016 es un planeta terrestre en la zona habitable de Próxima Centauri

### 2017
- El 22 de febrero de 2017, la NASA anunció el descubrimiento de cuatro nuevos planetas en torno a la estrella TRAPPIST-1 implicando que el número de planetas en el sistema llegue a siete. Estos cuatro podrían tener agua en superficie. Tres son de tamaño y composición similar a nuestro planeta.[169]

### 2019
- En junio de 2019 se descubrió Teegarden b, a 12 años luz de distancia. A fecha de 20 de marzo de 2020, sigue siendo el exoplaneta potencialmente más habitable según el Laboratorio de Habitabilidad Planetaria (PHL) de la Universidad de Puerto Rico.[170]

- En septiembre se anunció el descubrimiento de vapor de agua por primera vez en K2-18b un planeta potencialmente habitable.[171]

### 2020
- En enero de 2020 se anuncia TOI 700 d, el primer exoplaneta descubierto por TESS con un tamaño similar a la Tierra y orbitando en la zona de habitabilidad de su estrella.[172]

## Observatorios y métodos
| - Buscador de Planetas por Velocidad Radial de Alta Precisión (HARPS) - Proyecto HATNet (HAT) - SuperWASP (WASP) - Programa de Búsqueda de Planetas de Lick-Carnegie - Telescopio XO (XO) - Trans-Atlantic Exoplanet Survey (TrES) - Búsqueda de Planetas Extrasolares Eclipsantes en la Ventana de Sagitario (SWEEPS) - ESPRESSO es un espectrógrafo de nueva generación de alta resolución, capaz de detectar planetas similares a la Tierra. - Buscador de Planetas Automatizado (APF) - Observatorio de la Alta Provenza - Búsqueda de Tránsitos de Próxima Generación - Telescopio extremadamente pequeño de kilogrado - SPECULOOS | - Experimento de lente óptica gravitacional (OGLE) - Búsqueda de Inteligencia Extraterrestre (SETI) - Proyecto MEarth - Telescopio Subaru - Telescopio Muy Grande - Telescopio Keck - Telescopio espacial Spitzer - Telescopio de 3.6 metros de ESO - Búsqueda de Planetas Extrasolares de Ginebra - ZIMPOL/CHEOPS - Cámara de Planetas Gemini - Telescopio de Sondeo Infrarrojo de Campo Amplio - TRAPPIST - Formación de Velocidad Radial Exoplanetaria en Miniatura |

## Misiones
| - COROT - puesto en marcha en el 2006 - Misión Kepler - lanzado en el 2009 - PEGASE - sin fecha de lanzamiento - Misión de Interferometría Espacial (SIM) —sin fecha de lanzamiento— cancelada - ACESat (en proyecto) | - Misión Nuevos Mundos - sin fecha de lanzamiento - cancelada - Terrestrial Planet Finder - no hay fecha de lanzamiento - cancelada - Darwin (ESA) - PLATO (nave espacial) lanzamiento para el 2024 - Gaia (sonda espacial) en órbita desde octubre de 2013 - Satélite de Sondeo de Exoplanetas en Tránsito lanzamiento para el 2017 |